# Francisation
Pour les articles homonymes, voir Francisation (homonymie).
La francisation est l'extension de la langue française par son adoption en tant que langue maternelle ou non, adoption pouvant être subie ou voulue par les populations concernées,,. Le mot peut aussi désigner la modification d'un nom propre, par exemple Schlettstàdt en Sélestat, Van de Walle en De Gaulle ou Winchester en Bicêtre.

## Dans le monde
- Langue maternelle (créoles inclus)
- Langue officielle
- langue administrative, d'enseignement et de travail
- langue importante, seconde et/ou de culture

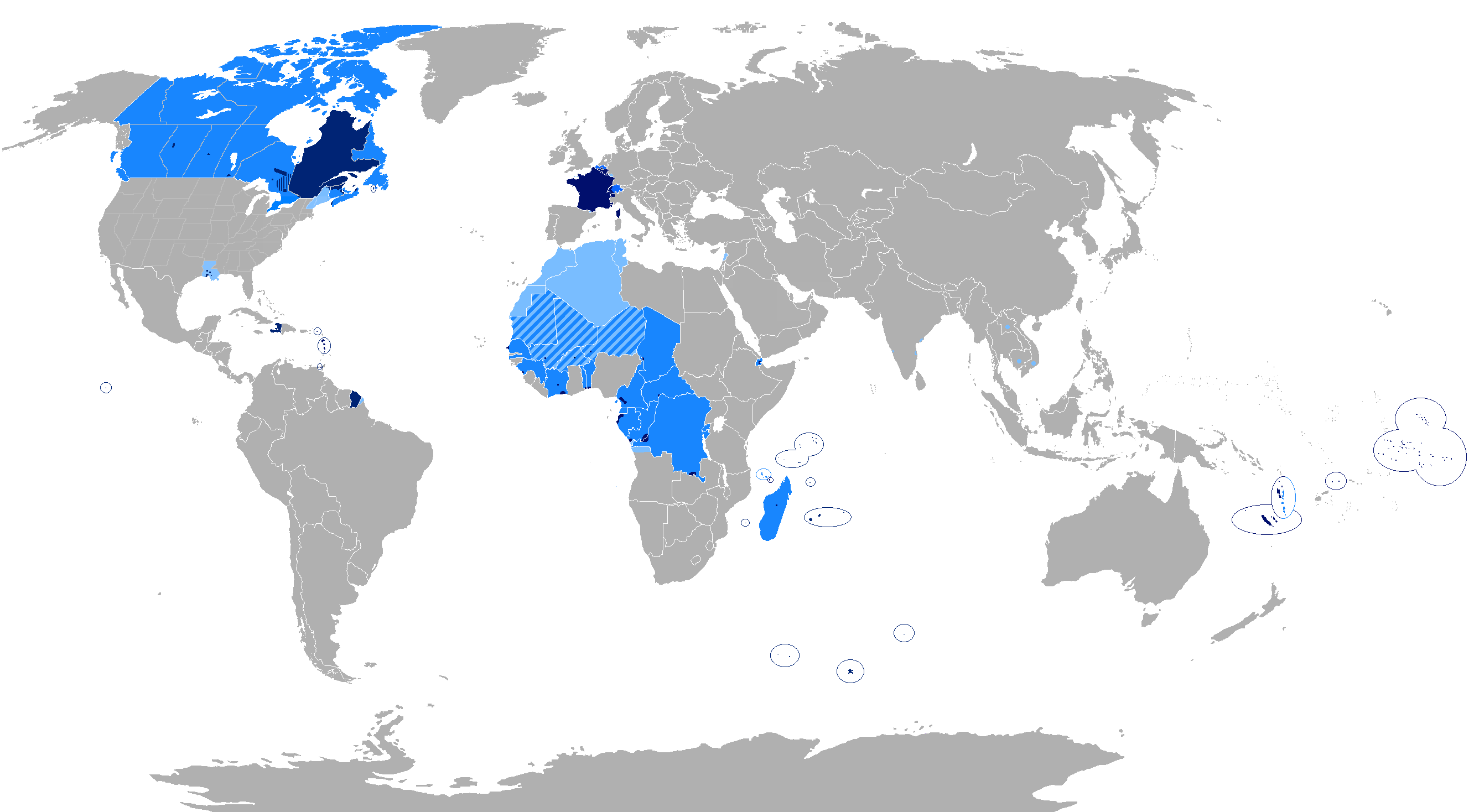
La francophonie :
Langue maternelle (créoles inclus)
Langue officielle
langue importante, seconde et/ou de culture

Le nombre de francophones (au sens de « sachant lire et écrire le français » mais en excluant ceux ne sachant que le parler puisque ces statistiques sont difficiles à obtenir) dans le monde ne cesse d'augmenter en passant de 106 millions en 1985 à 173,2 millions en 1997, 183 millions en 2005, 200 millions en 2007, 220 millions en 2010 (+10 % par rapport à 2007) et 274 millions en 2014 (+25 % par rapport à 2010), puis 327 millions en 2023 ,,. L'Organisation internationale de la francophonie (OIF) prévoit une très forte augmentation du nombre de francophones en Afrique avec la hausse du niveau d'éducation : leur nombre devrait atteindre 400 millions en 2025 puis 715 millions en 2050 (prévision revue à la hausse en 2010), puis atteindre un milliard en 2060 (prévisions revue à la hausse en 2013) c'est-à-dire être multiplié par 5, alors que la population mondiale ne se multiplierait que par 1,5 sur la même période,. Selon ces projections, la population francophone devrait donc passer de 3 % en 2000 à plus de 8 % de la population mondiale en 2050 et neuf francophones sur dix ayant de 15 à 29 ans seraient des Africains.
Selon l'OIF, le chiffre de 220 millions de francophones est sous-évalué, car il ne comptabilise que les personnes sachant écrire, comprendre et parler couramment le français, excluant ainsi du décompte une grande partie de la population africaine qui ne sait pas écrire. Le français est aussi la langue dont la part relative de locuteurs augmente le plus rapidement dans le monde. Quant au Conseil économique et social, il estime que le nombre mondial de personnes parlant et comprenant le français aurait dépassé la barre des 500 millions en 2000,.
Depuis sa création, de plus en plus de gouvernements rejoignent l'OIF : de 21 gouvernements à sa création en 1970, elle en compte 77 en 2013 (57 membres et 20 observateurs), les derniers l'ayant rejoint en 2012 étant le Qatar (membre) et l’Uruguay (observateur), ce qui fait d'elle la plus grande organisation linguistique mondiale. Le français est aussi la langue étrangère la plus apprise après l’anglais,. Les personnes apprenant le français sont aussi en forte augmentation, près de 30 % entre 1994 et 2004 tous continents confondus, l'Afrique étant en tête avec une augmentation de 60,37 % de 1994 à 2002, passant de 32 808 681 apprenants du français en 1994 à 52 617 368 en 2002 et de 62 % de 1994 à 2004, suivie de l'Asie avec une augmentation de 48,8 % de 1994 à 2004.
En 2010, l'espace francophone représente 20 % du commerce mondial des marchandises, en augmentation par rapport à 2005. En 2013, les 77 États et gouvernements de l’OIF totalisent 990 millions d’habitants, soit 14 % de la population mondiale. En 2015 l’OIF regroupe 80 États et gouvernements. L'espace francophone, avec 5 millions de km2, abrite 11 % des terres agricoles dans le monde en 2009. Dès 2015, l'espace francophone, tout comme l'espace arabophone, devrait dépasser en population l'espace hispanophone, devenant ainsi le 3e au monde après les espaces anglophone et sinophone.
D'après une étude commandée en 2014 par la banque Natixis, « Le français sera la langue la plus parlée dans le monde en 2050, détrônant l'anglais puis l'espagnol et finalement le mandarin en 2050 ». Cependant, ces chiffres doivent être nuancés : Natixis a en effet considéré comme francophones tous les habitants des pays où le français est une langue officielle, « ce qui ne sera probablement pas le cas », précise Forbes Magazine,,.

## Afrique

Pays normalement considérés francophones
Pays parfois considérés francophones
Pays non francophones mais ayant rejoint l'OIF en cours de francisation.

Sur 53 pays, l'Afrique compte 32 pays francophones, soit plus de la moitié ; et le français est la langue la plus parlée en Afrique. La zone francophone d'Afrique est deux fois plus étendue que celle des États-Unis.
Le français a été introduit en Afrique par la France et la Belgique pendant la période coloniale, le processus de francisation a continué après la période coloniale à cause de l'énorme étendue des territoires francophones en Afrique, si bien que des pays comme le Ghana ou le Nigeria, qui sont anglophones, se voient constamment francisés car ils sont complètement entourés de pays francophones. Le français est devenu la langue la plus parlée d'Afrique après l'arabe et le swahili et devant l'anglais, le nombre de locuteurs évolue très rapidement entre 1992 et 2002, le nombre d'apprenants du français en Afrique subsaharienne et océan Indien a augmenté de 60,37 %, passant de 22,337 millions à 34,563 millions de personnes.
On peut observer une tendance similaire au Maghreb. Cependant, les chiffres fournis par l'OIF pour le Maghreb ont été réunis avec ceux du Moyen-Orient ; le décompte exact pour les pays du Maghreb n'est donc pas possible mais on observe une augmentation de 10,47 millions à 18 millions d'apprenants pour cet ensemble, quand bien même le français n'est pas une langue officielle (Algérie). Il faut aussi considérer le nombre de locuteurs du français dans chaque pays pour se faire une idée de l'importance que joue le français en Afrique.
Les pays africains non francophones ayant récemment rejoint l'Organisation internationale de la francophonie (OIF) en vue d'une francisation incluent Cap-Vert (lusophone), Égypte (arabophone), Ghana (anglophone), Guinée-Bissau (lusophone), Mozambique (lusophone), et Sao Tomé-et-Principe (lusophone). Le français joue actuellement un rôle important en Afrique, servant de plus en plus de langue véhiculaire voire de langue maternelle (au Gabon, Côte d'Ivoire, Congo, Cameroun et Bénin notamment) dans un grand nombre de pays, et son utilisation s'intensifie. Il a donc été créé, en 2001, l'académie africaine des langues afin de gérer ce patrimoine linguistique.
Les pays africains francophones totalisent 370 millions d'habitants en 2014. Leur population pourrait atteindre entre 785 millions et 814 millions en 2050. D'ores et déjà, il y a plus de francophones en Afrique qu'en Europe. En 2012, les 8 348 460 internautes francophones représentent la 2e communauté d'internautes en Afrique subsaharienne après les 81 109 936 internautes anglophones (près de dix fois plus nombreux grâce à un développement d'internet plus rapide et non à une différence démographique).

### Bénin
Le Bénin connait, depuis les années 1990, une forte francisation, passant de 23 % de francophones (sachant lire et écrire) en 1992 à 34 % () ; en 2002, la capitale économique Cotonou est, quant à elle, passée de 35 % de francophones (sachant lire et écrire) en 1992 à 50 % () en 2002. Le taux de francophonie évolue donc d'environ 11,2 points tous les dix ans. Si cette tendance se maintient, la population béninoise sera entièrement francophone d'ici 2060.

### Burkina Faso
La progression de la maîtrise de la langue française au Burkina Faso se produit à grande vitesse ; les Burkinabés déclarant avoir le français comme première langue couramment parlée sont passés de 20 947 en 1985 à 49 647 en 1996 (+137 % ) puis à 151 184 en 2006 (+205 % ).
Quant aux francophones de plus de 10 ans sachant lire et écrire le français mais n'ayant pas forcément le français comme première langue couramment parlée, leur population a explosé grâce à un système éducatif unilingue francophone passant de 195 601 en 1985 à 993 552 francophones en 2006 (+467 %). Cette progression du français se produit principalement dans la capitale du pays Ouagadougou, qui a vu sa population de francophones multipliée par 10 en 20 ans. Le français est devenu en 1992, la deuxième langue la plus couramment parlée dans la capitale burkinabé. En outre, le français ne cesse de gagner du terrain dans les écoles arabes (qui représentaient 54 % des écoles au Burkina Faso en 2003, dans un pays à 60 % musulman mais n'ayant que 2 % d'arabophones à la maison).

### Burundi
En 1992, l’enseignement du français au Burundi est reprogrammé en 1re année du primaire à la suite d'une demande adressée au président de la République par les parents d’élèves.
Le 28 novembre 2014, à Dakar, en marge du XVe Sommet de la Francophonie, un pacte linguistique entre l’OIF et le Burundi a été signé par Abdou Diouf et le président burundais Pierre Nkurunziza,.

### Cameroun
Comme dans la plupart des pays d'Afrique, le début des années 2010 assiste à une très forte augmentation du français au Cameroun alors qu'en 2005 seulement 18 % de la population était composée de francophones « réels » et 26,8 % étaient des francophones « partiels ». Le français étant en progression constante au Cameroun ; en 2010 plus de 60 % des camerounais écrivent le français et plus de 80 % le parlent, de plus, la plus grande ville Douala parle français à 99 %. Le français progresse également comme langue maternelle ; une forte proportion de jeunes ne parle aucune langue camerounaise et n'utilise que le français.
Yaoundé voit sa population de francophones passer à 75,6 en 2015. Comme la plupart des autres pays d’Afrique, le Cameroun voit son nombre de francophones s'envoler passant de 46 % en 2005 à plus de 60 % en 2010 (+14 %) en cinq ans. La capitale économique Douala est, quant à elle, passée de 98 % de francophones en 2008 à 99 % en 2010.

### Égypte
Dès 1836 des écoles avec langue d’enseignement en français apparaissent en Égypte. Avec l'influence du français au Maghreb et dans le monde, le français devient la lingua franca de l’Égypte, la langue étrangère la plus répandue dans le pays. Puis le français devient langue de la justice et de l'administration.
C'est à partir des années 1920 que le français commence à perdre du terrain pour des raisons politiques et sociales, se faisant progressivement remplacer par l'anglais. Mais depuis le milieu des années 2000, le français est en plein essor en Égypte, En 2009, 6 millions d’Égyptiens apprenaient le français. Ce chiffre passe à 8 millions en 2013, soit deux millions d'apprenants supplémentaires en 4 ans (+33 %).

### Gabon
La francophonie au Gabon est en forte progression, avec une population parlant français à 90 % à Libreville. Le Gabon est par ailleurs connu pour être un des seuls pays africains où les marchés publics se déroulent entièrement en français. En 1960, c'est 13 % de la population qui savait lire et écrire le français, contre à 64 % en 2014.

### Gambie
La Gambie est un pays traditionnellement anglophone entouré de pays francophones et en pleine phase de francisation du territoire pour accéder à la zone économique francophone panafricaine.
En 2006, un décret a imposé le français comme discipline fondamentale de l’enseignement secondaire moyen et supérieur en Gambie.

### Ghana
« Certains pays anglophones comme le Ghana ont fait le choix de l’apprentissage du français, devenu la langue étrangère obligatoire à l'école. Pour la plupart des pays d’Afrique anglophone, il est indispensable de pouvoir communiquer avec les pays voisins pour des raisons économiques. Le français comme l’anglais sont donc, sur le continent, des langues inter-africaines. » (Richard Marcoux, 2012).
Depuis 2002, l'apprentissage du français est obligatoire au collège et pourrait bientôt le devenir au lycée.
En avril 2019, le gouvernement ghanéen prévoit de faire du français l'une des langues officielles du Ghana en raison de l'entourage du pays par des pays francophones (le Burkina Faso dans une moindre mesure, la Côte d'Ivoire et le Togo) et de la présence d'une minorité francophone dans le pays.

### Guinée-Bissau
Le français est enseigné dans les écoles comme langue étrangère, car la Guinée-Bissau est entourée de pays francophones et est membre à part entière de la Francophonie depuis 1979 et est membre de la zone franc depuis 1997, ainsi que de la CPLP lusophone. L'anglais est également enseigné mais dans une moindre mesure que le français.

### Guinée équatoriale
La Guinée équatoriale est un pays historiquement hispanophone, mais qui se francise de plus en plus depuis son adhésion à la Zone Franc en 1983 et à l'OIF en 1989. Un pas de plus est fait quand, en 1997, le français devient langue officielle. Le nombre d’enseignants du français passe de 7 en 1988 à 174 en 2012 (+2485 %). 82 % des élèves choisissent le français comme première langue étrangère contre 18 % pour l'anglais.
En 2012, la population francophone de Guinée est estimée à 30 %, en forte augmentation. En 2013 le français est introduit pour la première fois dans l’enseignement primaire dans 193 écoles du pays, ce qui représente 27 799 élèves,. Le français devient obligatoire au cycle secondaire et son enseignement concerne plus d'un tiers de la population.

### Mali
En 1960, un recensement de la nouvelle république a estimé le nombre de francophones à 66 000 ; en 27 ans, alors que la population avait doublé, le nombre de francophones passe en 1987 à 620 000 (+840 %), ce nombre passe à 918 647 en 1998 (+63 %) en 10 ans et atteint 2 200 000 (+139 %) en 2006.

### Maroc
Au Maroc, en 2011, 79 % des films produits sont tournés en arabe, 17 % en français et 4 % en anglais. En 2012, l’Agence universitaire de la Francophonie (AUF), un réseau mondial d'établissements d'enseignement supérieur et de recherche francophones, inaugure son 10e bureau régional, à Rabat, qui représente l'AUF en Tunisie, en Algérie et au Maroc, auprès de 98 établissements d'enseignement supérieur et de recherche. Cette évolution structurante permet à l'AUF de renforcer son action en faveur de la formation et de la recherche francophones et d’envisager son avenir sereinement.
En 2016, le Maroc fait part de sa volonté de mettre un terme à la politique d'arabisation pratiquée dans le pays depuis une trentaine d'années. Cette volonté se concrétise par la présentation d'un programme par le ministre de l'éducation nationale, Rachid Belmokhtar, visant à franciser les mathématiques et les cours scientifiques à l'école et à rendre obligatoire l'apprentissage de la langue française dès la première année d'enseignement (aujourd'hui cet apprentissage n'étant obligatoire qu'à partir de la troisième année),.

### Mozambique
Le Mozambique est un État officiellement lusophone mais il connaît depuis 1992 une importante progression du français. Bien que ce pays n'ait aucune frontière terrestre avec les pays francophones, des mesures sont prises depuis les années 1990 en faveur du français. Alors que le nombre d’étudiants du français n’était que de 5 000 dans les premières années après sa réintroduction, il est de nos jours appris par plus de 50 % des 15 à 18 ans en plus d'être choisi comme option dans les départements universitaires des sciences sociales, de médecine, de droit ainsi que par les cadres de la police et des finances.
En 1992, le français devient obligatoire pour les classes de lettres et dans certains secteurs de l’enseignement supérieur.
Le 29 septembre 2006, le Mozambique rejoint l'Organisation internationale de la francophonie en tant qu'État observateur. En 2009, le français est introduit en option à des niveaux inférieurs (9e et 10e, soit l'équivalent en France de la 3e et de la 2de).
On s'attend à ce que les effectifs doublent dans une période de 5 ans dans le circuit scolaire. On prévoit aussi le lancement d’un mensuel français Flash Hebdo et l’élargissement du temps de diffusion du français sur les ondes radiophoniques, notamment grâce à Radio France Internationale. De plus, il a été récemment[Quand ?] annoncé que l’enseignement du français s’étendra aux classes scientifiques. Le 24 janvier 2013, les 572 écoles secondaires du pays ont reçu chacune un dictionnaire de français.
Depuis l’introduction du français en premier cycle, l'apprentissage du français a fortement augmenté passant de 60 000 en 2009 à 260 000 en 2013 soit +333 % en 4 ans. Le nombre de professeurs de français a lui aussi doublé entre 2008 et 2013.

### Nigeria
Le Nigeria est un État anglophone qui se trouve « enclavé » entre des pays francophones : le Bénin, le Niger, le Tchad et le Cameroun.
Par ailleurs, le nombre de Nigérians qui vont étudier le français au Bénin serait « phénoménal », selon le journaliste canadien Jean-Benoît Nadeau.
Le Nigeria a dans les années 1990 fait preuve de son envie de francisation en appelant à un soutien accru à la formation de professeurs de français. Il a été fait état de la volonté du gouvernement fédéral nigérian de franciser le pays en envisageant notamment un enseignement obligatoire du français comme langue vivante, voire l'institution du français comme seconde langue officielle. Cette initiative se situe dans un contexte de rapprochement avec la France, la communauté économique des États de l'Afrique de l'Ouest (CEDEAO) et la zone CFA, dont la majorité des membres sont francophones. Par ailleurs, un grand nombre de ressortissants de ces pays vivent au Nigeria.
En 1996, le président nigérian, Sani Abacha, déclarait devant le Nigerian Institute for International Affairs que « le Nigeria est résolu à lancer un programme national d'apprentissage linguistique qui permettra, rapidement, à notre pays de devenir parfaitement bilingue ». C'est donc dans ce contexte que le gouvernement exprima son envie de faire du français une possible langue officielle au Nigeria, comme le précise la section 1, no 10 de la Politique d'éducation nationale de 1998 : « L’enseignement du français a été déclaré obligatoire dans toutes les écoles ».
Le développement du français a néanmoins été freiné à la suite de la mort du général dictateur Sani Abacha.
En 2014, le pays place toujours, malgré ces aléas, le développement de ses liens avec la francophonie au cœur de ses ambitions, et le français, restant obligatoire, progresse malgré la pénurie de professeurs. L'environnement francophone est l'un des moteurs de l'enseignement-apprentissage du français au Nigeria. Enfin, la prise de conscience de son importance progresse rapidement dans les classes dirigeantes et les classes moyennes.

### Ouganda
Le français est la première langue étrangère apprise en Ouganda.

### République centrafricaine

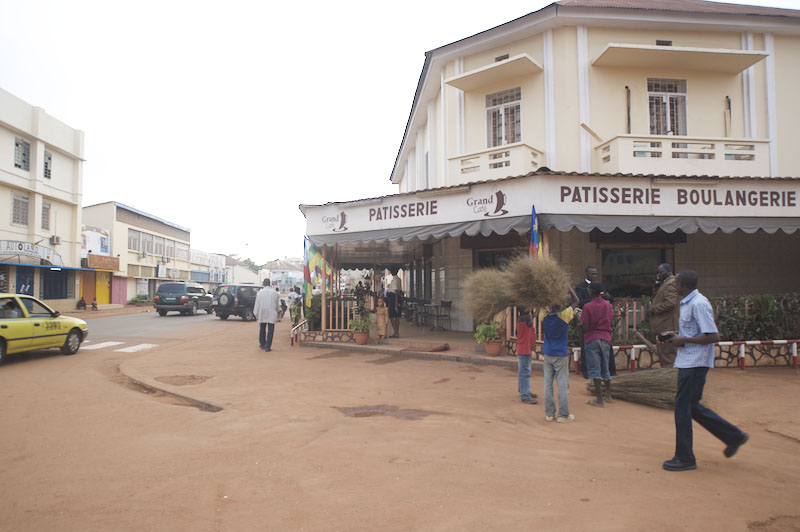
Une pâtisserie à Bangui

Le français est la première langue officielle du pays depuis 1963. En augmentation de façon générale, elle est parlée par 22,5 % de la population en 2005 puis passe à 29 % de la population en 2014. Il est essentiellement la langue de l'écrit et des situations formelles. « Trois ans après l’Indépendance, le MESAN (Mouvement d’évolution sociale de l’Afrique noire) fondé par B. Boganda, donnait au sango le statut de langue nationale tandis que le français recevait le statut de langue officielle (Congrès de Berbérati, juin 1963) ».

### République démocratique du Congo
La République démocratique du Congo maîtrise de plus en plus le français, et depuis le début des années 2000, la proportion de francophones explose, passant de 24 millions de francophones en 2005 à 31 millions en 2010 (+22,6 %), soit une progression de six millions en seulement cinq ans. À Kinshasa, la capitale, le pourcentage de francophones évolue aussi fortement : en 2008, 87 % de la capitale parlait français contre 92 % en 2009.

### Tchad
Le français est introduit dans les écoles tchadiennes en 1911. Aujourd'hui il est langue officielle avec l'arabe tchadien. Très présent dans les médias, il est très utilisé dans les affaires et par le gouvernement.

### Tunisie
En 2012, l’Agence universitaire de la Francophonie (AUF), un réseau mondial d'établissements d'enseignement supérieur et de recherche francophones, ouvre à Tunis son nouvel institut de la Francophonie pour l’ingénierie de la connaissance et la formation à distance. Cette évolution structurante permet à l'AUF de renforcer son action en faveur de la formation et de la recherche francophones.

### Zambie
En Zambie, état anglophone, le français est introduit dans le système scolaire en 1954 avec une seule classe de français de 22 élèves au niveau de l’école secondaire de Munali à Lusaka, puis il est étendu à une douzaine d'écoles en 1964. En 1992, il y a plus de 100 écoles secondaires où on enseigne le français. Au tournant du XXIe siècle, on enseigne le français non pas seulement dans les écoles publiques mais aussi dans presque toutes les écoles primaires et secondaires privées.

### Zimbabwe
À partir de la rentrée 2016, l'enseignement du français (ainsi que le chinois, le swahili et le portugais) deviendra obligatoire au Zimbabwe. Ces quatre langues sont jugées comme très utiles pour faire des affaires et communiquer en Afrique,.

## Amérique du Nord

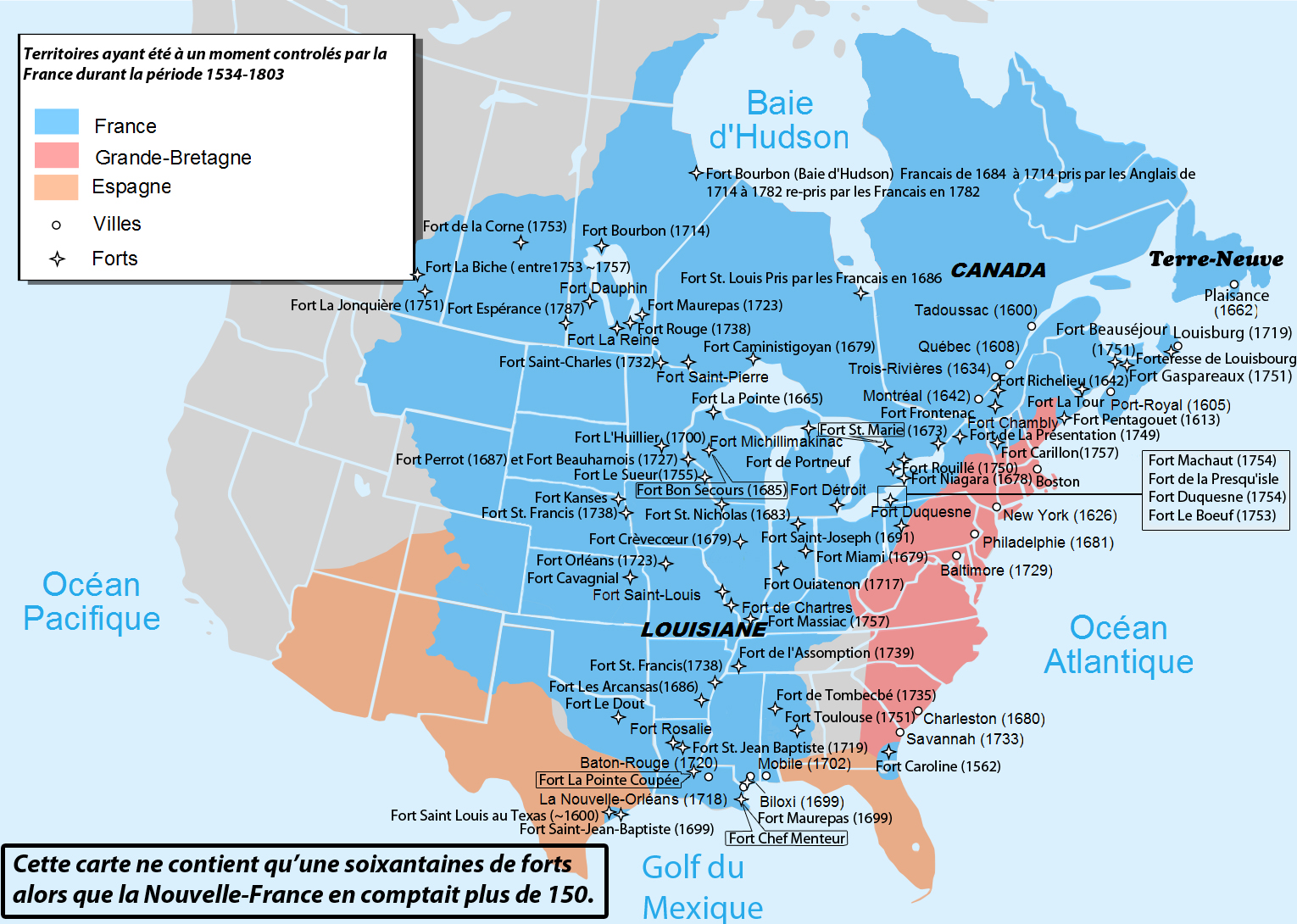
Les territoires de la Nouvelle-France de 1534-1803.

L'introduction du français en Amérique du Nord est liée à l'existence de l'immense territoire de la Nouvelle-France et de la Louisiane française, qui couvrait presque la moitié des États-Unis actuels et une grande partie du Canada. C'est pour cela que beaucoup d'endroits portent un nom d'origine française comme Détroit, Bâton-Rouge, Trois-Rivières, etc. (voir les exemples donnés dans la liste des noms de lieux d'origine française aux États-Unis). En Amérique du Nord, les principaux acteurs de la francisation sont le Québec, la Louisiane et l'Acadie. Bien que faible, la francisation se produit aussi aux États-Unis, en premier lieu grâce à la Louisiane qui, en 1968, crée le Conseil pour le développement du français en Louisiane, lequel ouvre des écoles de français et forme des professeurs à travers les États-Unis, mais aussi grâce au fait que les langues étrangères enseignées dans la plupart des écoles sont le français et l'espagnol.
Le Québec joue aussi un rôle important dans la francisation des États-Unis grâce à ses lois sur l'obligation de notices en français. De nombreux emballages d'aliments ou d'objets vendus aux États-Unis sont rédigés en français et en anglais, tout comme les modes d'emploi, afin de pouvoir être vendus également au Canada. Par exemple, les messages de sécurité sur les voitures aux États-Unis sont tous rédigés en français et en anglais. Les grandes entreprises québécoises participent beaucoup à la francisation à travers les États-Unis, en demandant à leurs employés de connaître le français ; pour ceux qui ne le connaissent pas, ils organisent des cours de francisation et, chaque année, un prix est remis aux entreprises ayant le mieux participé à la francisation (ce qui leur donne une très bonne image), on peut par exemple citer Zinc électrolytique du Canada Limitée, La capitale groupe financier inc ou encore Cirque du Soleil, qui emploie plus de 3 000 personnes à travers les États-Unis.

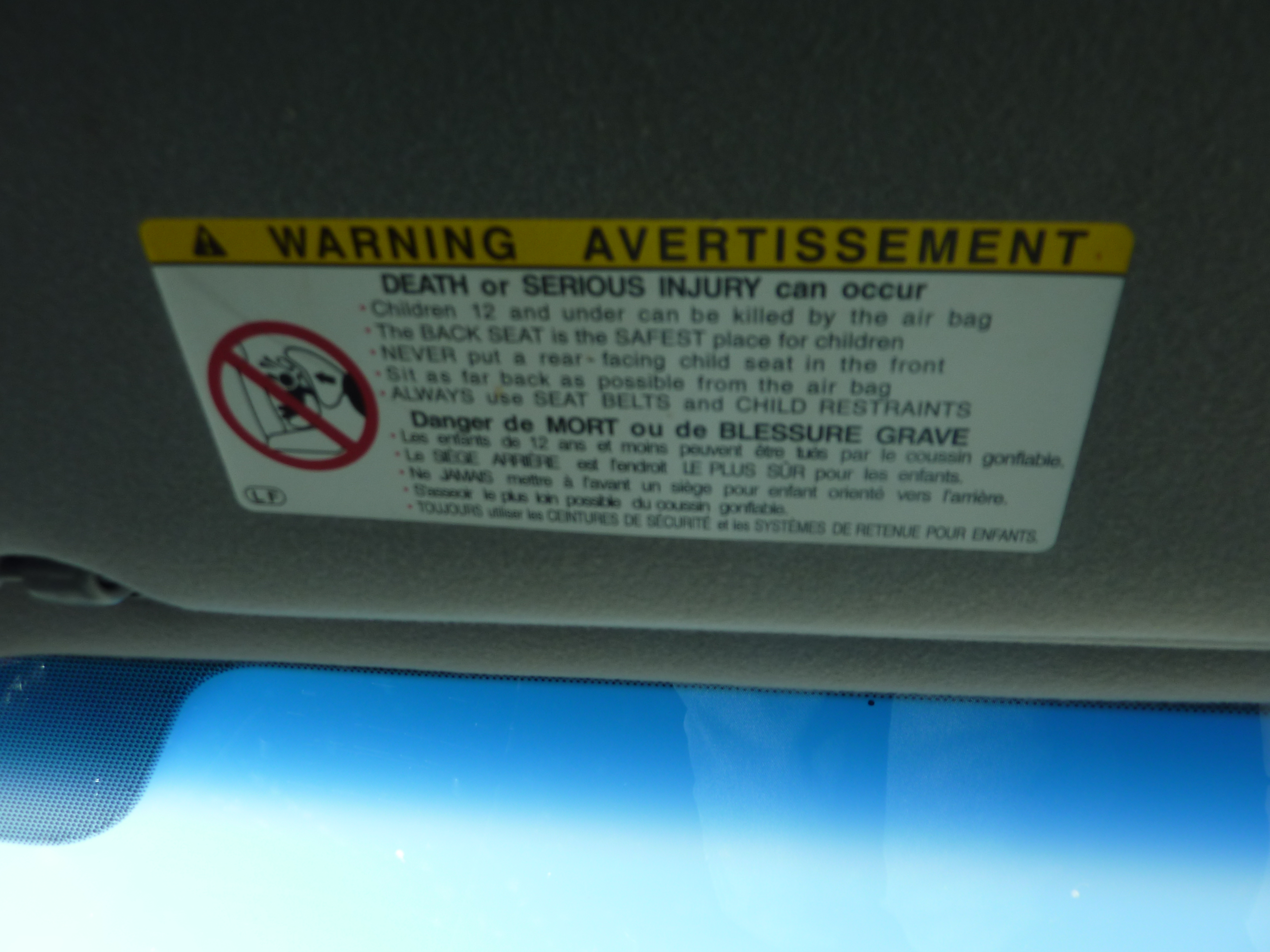
Les consignes de sécurité dans les voitures figurent en anglais et en français aux États-Unis.

Au cours du XIXe siècle, plus d'un million de Québécois émigrent aux États-Unis en raison de l'explosion démographique du Québec. La revanche des berceaux leur donne le taux de natalité le plus élevé du monde à cette époque (le nombre des Canadiens français est passé de 140 000 en 1791, à un million en 1871). Cette croissance de la population a créé une surcharge par rapport aux terres cultivées, et le problème ne pouvait être résolu par les structures existantes. C'est donc plus d'un million de Québécois qui émigrent vers les États-Unis, créant une francisation des villes du Maine et du Vermont.
De nos jours certains comtés du Maine sont toujours francophones :
Plus de 1 000 habitants
- Madawaska (Maine) - 83,4 % de langue française de 4 534 habitants
- Fort Kent (Maine) - 62 % de langue française de 4 233 habitants
- Van Buren (Maine) - 77 % de langue française de 2 631 habitants
- Frenchville (Maine) - 80 % de langue française de 1 225 habitants

Moins de 1 000 habitants
- Eagle Lake (Maine) - 50 % de langue française de 815 habitants
- St. Agatha (Maine) - 80 % de langue française de 802 habitants
- St. Francis (Maine) - 61 % de langue française de 577 habitants
- Grand Isle (Maine) - 76 % de langue française de 518 habitants
- Saint John Plantation (Maine) - 60 % de langue française de 282 habitants
- Hamlin (Maine) - 57 % de langue française de 257 habitants

Le sondage le plus récent de l'Association des langues vivantes (2006) montre que les inscriptions pour l’apprentissage du français aux États-Unis sont à la hausse. De plus, en 2008 le Conseil américain sur l’enseignement des langues étrangères a effectué un sondage indiquant qu'il y a davantage de personnes voulant étudier le français que toute autre langue étrangère aux États-Unis. En 2009, l'Institut polytechnique et Université d'État de Virginie (Virginia Tech) a publié un article intitulé «French
The Most Practical Foreign Language», en français : Le français la langue étrangère la plus utile.
Cet article du site de l'université Virginia Tech explique pourquoi le français est la langue la plus importante à étudier.
Les médias de Toronto commencent à parler de « La grande francophonie d’Amérique », projet du XXIe siècle.

### Canada

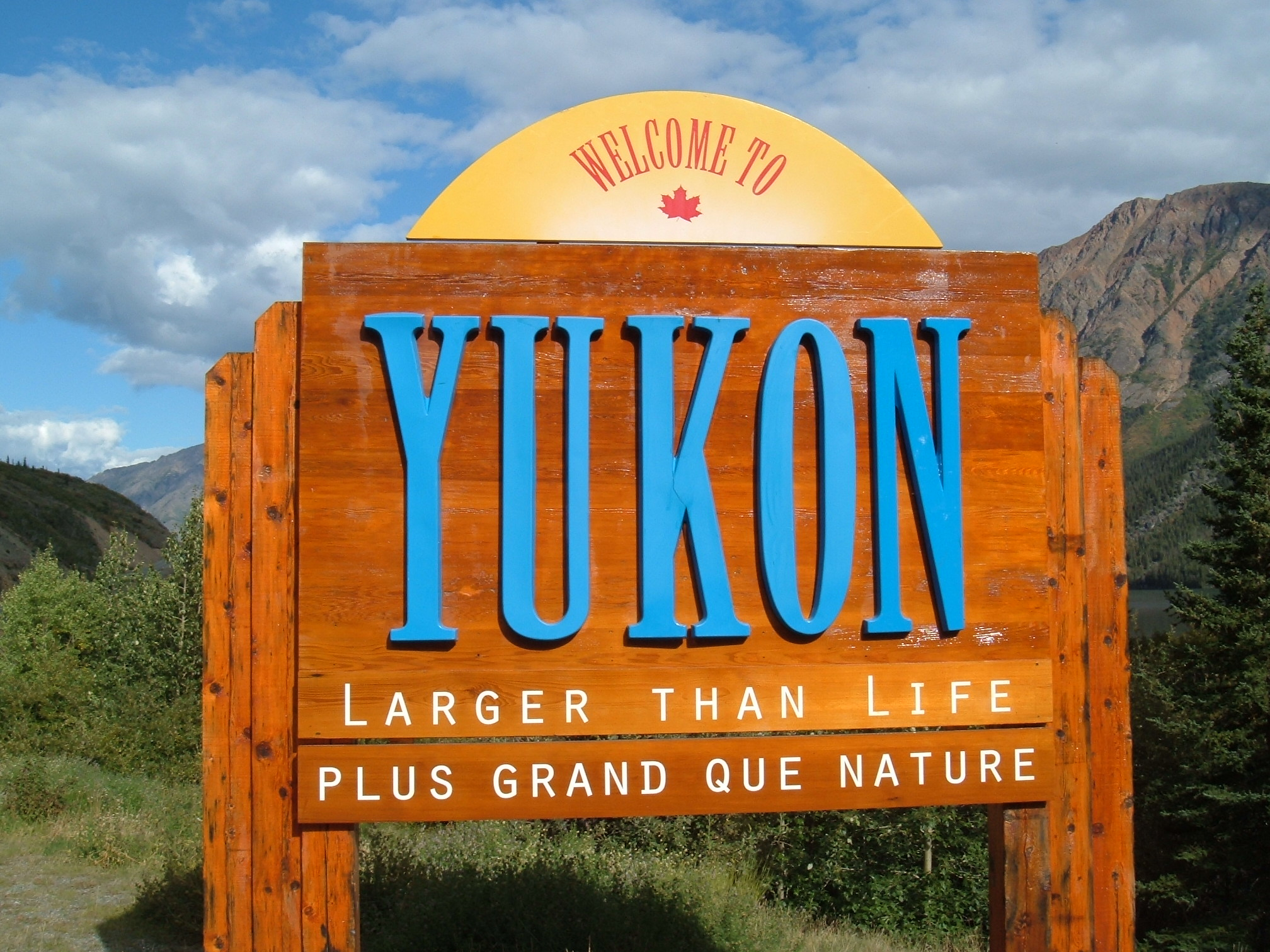
Panneau touristique bilingue au Yukon.

Sous la pression du Québec et des francophones du Canada, le 7 juillet 1969, la Loi sur les langues officielles est votée et le français obtient un statut égal à celui de l'anglais dans toutes les instances gouvernementales fédérales. Les francophones de l'extérieur du Québec obtiennent le droit d'aller à l'école publique en français de la même façon que les anglophones du Québec pouvaient le faire depuis des générations, des lois obligent toute notice d'aliment à être rédigée en anglais et en français ; tout service gouvernemental fédéral peut être effectué dans les deux langues, les lois doivent être disponibles dans les deux langues.
Depuis 1951, le nombre de francophones à l'extérieur du Québec a augmenté passant de 721 820 en 1951 à 935 692 en 1971 puis à 1 020 545 en 2001,. Et c'est plus d'un quart de million d’anglophones hors Québec qui utilisent régulièrement le français au travail.
Le nombre de personnes parlant le français a quant à lui plus que doublé depuis la loi sur les langues officielles : d'environ 800 000 personnes en 1960, on est passé en 2006 à 2 561 960 de personnes qui auraient la capacité de le parler au Canada hors Québec. Au Québec, on recense 7 028 740 francophones. Sur l'ensemble du territoire canadien, il y a maintenant plus de 9,5 millions de francophones. La population dont le français est la langue parlée le plus souvent à la maison a, elle aussi, augmenté dans l'ensemble du Canada (+1,3 % de 1996 à 2001 et +2,4 % de 2001 à 2006). En 2011, le nombre de francophones atteint les 10 millions au Canada.
Au dernier recensement de 2011, une nouvelle tendance a pu être observé au Canada, l'augmentation importante des personnes nées francophones, due à un regain de natalité chez les francophones et une immigration francophone plus forte, presque toutes les régions et provinces du Canada ont vu leur population francophone maternelle augmentée de 2006 à 2011 : Canada (+4,7 %), Nouveau-Brunswick (+1,24 %), Ontario (+5,3 %), Terre-Neuve-et-Labrador (+35,4 %), Île-du-Prince-Édouard (-3,4 %), Nouvelle-Écosse (-0,9 %), Manitoba (+1,2 %), Saskatchewan (+7,7 %), Alberta (+25,6 %), Colombie-Britannique (+11,8 %), Yukon(+33 %), Territoires-du-Nord-Ouest (+13,1 %), Nunavut(+9,8 %), Québec (+4,6 %),,,.

#### Alberta
En Alberta, depuis 2006, la connaissance du français augmente très rapidement, passant de 469 680 personnes pouvant parler le français en 2006 à 539 665 en 2010, soit une augmentation de 15 % en quatre ans. Plus frappant encore, l'augmentation du nombre de francophones dont le français est la langue maternelle, passant de 64 533 à 81 085, soit une hausse de 25,6 % en quatre ans.

#### Colombie-Britannique
Une francisation lente et constante se produit en Colombie-Britannique depuis les années 1950, principalement en raison du système éducatif d'immersion en français qui est très populaire dans la province mais aussi à cause d'autres facteurs extérieurs, la connaissance du français passe de 3,5 % en 1951, à 3,7 % en 1961, 4,7 % en 1971, 5,7 % en 1981, 6,4 % en 1991, 7 % en 2001 puis 7,3 % en 2006.
Entre 2006 et 2011 le taux de personnes déclarant parler français à la maison augmente de (+22 %).
Dans la même période le taux de personnes ayant le français comme langue maternelle augmente de (+12 %).

#### Nouveau-Brunswick

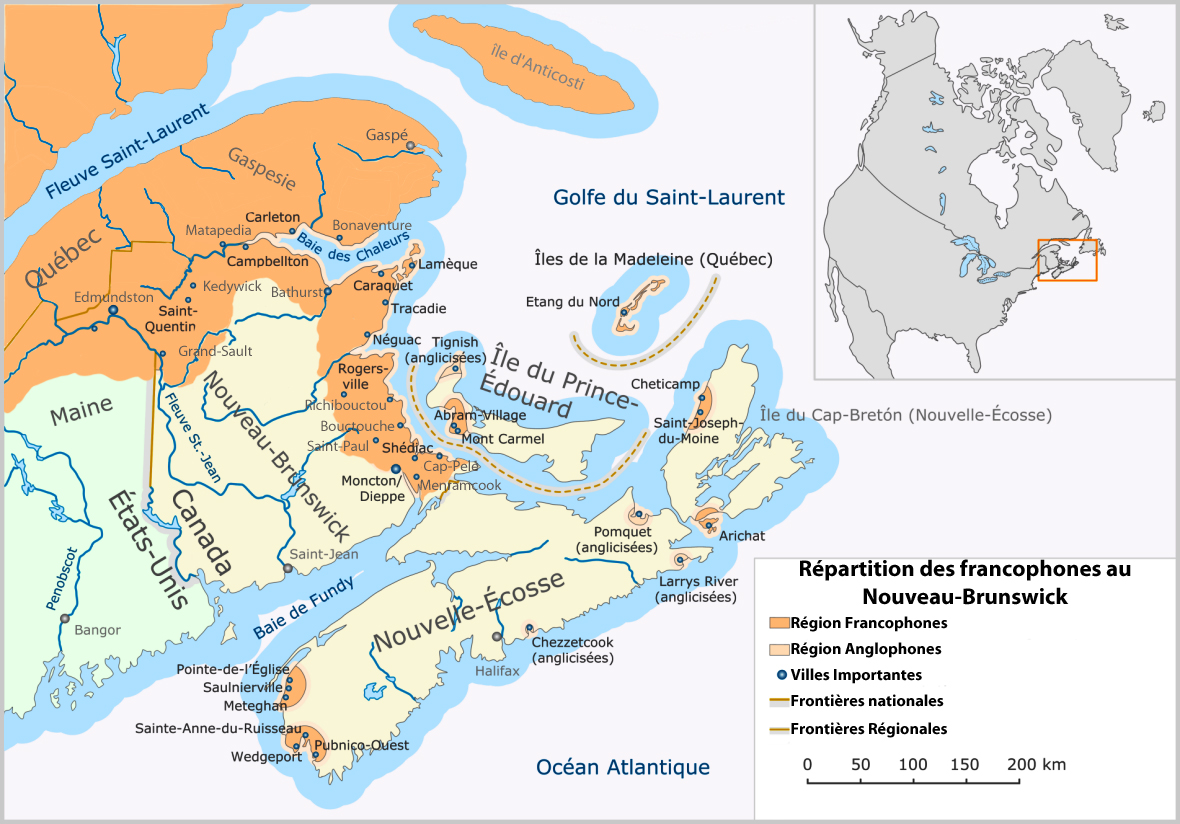
Carte des régions francophones du Nouveau-Brunswick.

Bien que la population francophone du Nouveau-Brunswick ait chuté dramatiquement à partir de la prise de contrôle du territoire par les Anglais et du fait de la déportation des francophones et des lois antifrançaises prises jusque dans les années 1960, on assiste, depuis peu, à une refrancisation du territoire (de 1951 à 2001, la connaissance du français y est passée de 38 % à 43 %).
En 1875, un compromis admettant la possibilité de communiquer et d'étudier en français dans les écoles primaires fut le premier pas en faveur des francophones du Nouveau-Brunswick. Puis en 1922, le premier hôpital francophone de la province vit le jour à Moncton : l’Hôtel-Dieu. Mais il faut attendre les années 1950-1960 pour voir les débuts de la refrancisation du Nouveau-Brunswick. En 1954, Moncton recevait la première station radiophonique de langue française de Radio-Canada puis en 1959 le premier poste de télédiffusion francophone dans la même ville. Moncton devint alors le bastion francophone du Nouveau-Brunswick. Mais la francisation s'intensifie le 12 juillet 1960 avec l'élection de Louis Robichaud, le premier Acadien élu premier ministre de la province du Nouveau-Brunswick. En 1963, l'Université de Moncton est créée. Le Québec voisin, à majorité francophone, fait pression sur le Nouveau-Brunswick en défendant la cause francophone, et en 1969 la première loi sur les langues officielles, qui rend le français et l'anglais officiels sur le plan juridique, est votée.
Selon l'article 16.2, le français et l'anglais sont les langues officielles du Nouveau-Brunswick, ils ont un statut et des droits et privilèges égaux quant à leur usage dans les institutions de la Législature et du gouvernement du Nouveau-Brunswick. Mais les francophones trouvent qu'elle ne va pas assez loin, et les anglophones trouvent cette loi scandaleuse et font bloc contre elle, il faudra donc attendre jusqu'en 1977 pour que soient mis en vigueur tous les articles de la Loi sur les langues officielles du Nouveau-Brunswick.
En 1981, est adoptée la loi reconnaissant l'égalité des deux communautés linguistiques officielles au Nouveau-Brunswick. Se sentant menacés par cette francisation qui continuait de se renforcer, certains anglophones créèrent le parti Confederation of Regions (COR) qui voulait abolir le bilinguisme au Nouveau-Brunswick. Le COR a obtenu près de 20 % des suffrages en 1991.
En 1988, la loi fédérale sur les langues officielles fut modifiée pour protéger et affirmer plus fortement le bilinguisme de la province. Le gouvernement canadien s'engageait à faire la promotion de la dualité linguistique et à appuyer le développement des communautés linguistiques en situation minoritaire. Mais c'est finalement en 2002 que le gouvernement conservateur de Bernard Lord a fini par adopter à l'unanimité une nouvelle loi sur les langues officielles ou loi 64, procédant ainsi à une mise à jour aussi nécessaire qu’attendue de la loi de 1969. Cette nouvelle loi demande la création d'un commissaire aux langues officielles et donne à la communauté francophone du Nouveau-Brunswick de nouveaux outils législatifs lui permettant d'affirmer sa présence et de poursuivre la francisation du territoire.
Selon l'article 29, tout affichage public et autre publication et communication destinée au grand public et émanant d’une institution est publié dans les deux langues officielles. Les affichages du Nouveau-Brunswick sont donc en français et en anglais, tout comme la signalisation, les lois et toutes instances gouvernementales. Depuis les années 1990-2000, les villes se francisent, par exemple la ville d'Edmundston, qui est passée de 89 % de francophones en 1996 à 93,4 % en 2006, la ville de Moncton (de 30,4 % en 1996 à 33 % en 2006), la ville de Tracadie-Sheila (de 94 % en 1996 à 96 % en 2006), Dalhousie (de 42,5 % à 49,5 %) et Dieppe (de 71,1 % en 1996 à 74,2 % en 2006). Certaines villes sont devenues majoritairement francophones, comme Bathurst, qui est passée de 44,6 % de francophones en 1996 à 50,5 % en 2006, ou alors Campbellton, qui est passée de 47 % en 1996 à 55 % en 2006,,. Le nombre de francophones a augmenté de 12,4 % au Nouveau-Brunswick entre 1961 et 2001.
On remarque aussi que la connaissance du français augmente énormément dans les régions à majorité anglophone comme dans la région de Westmorland, qui passe de 44 % à 55 %. Mais la région ayant subi la plus forte francisation est le comté d'Albert, en 1951 seulement 1 % des habitants connaissaient le français, alors qu’en 2001 cette proportion est de 23 %,.
En 2010, la ville de Dieppe instaure une loi rendant obligatoire l'affichage bilingue français-anglais avec le français précédant l'anglais, une première pour le Nouveau-Brunswick. Il est prévu que beaucoup d'autres villes du Nouveau-Brunswick emboîteront le pas.

#### Nouvelle-Écosse
En 2015, la population des écoles anglophones baisse fortement en Nouvelle-Écosse, mais c'est la tendance inverse qui s'observe du côté francophone. Entre 2005 et 2015 la population étudiante anglophone a diminué en moyenne de 15 % alors que la population francophone a augmenté de 18 %.

#### Ontario
La part relative des anglophones ne cesse de chuter depuis les années 1990 en Ontario, au profit de celle des allophones et des francophones qui ne cesse d'augmenter depuis le milieu des années 2000. À l'origine de cette évolution, une forte immigration d'origine francophone mais aussi un taux de natalité francophone plus fort que celui des anglophones.
- 1996[126] : 441 675  (4,10 %)
- 2001[127] : 485 630  (4,25 %)
- 2006[128] : 488 815  (4,06 %)
- 2009[129] : 580 000  (4,50 %)
- 2011[130] : 611 500  (4,76 %)

Les anglophones, quant à eux, n'ont cessé de chuter en population relative.
- 1996 : 7 825 770  (72,77 %)
- 2001 : 7 965 225  (69,80 %)
- 2008 : 8 230 705  (68,42 %)
- 2009 : 8 400 000  (64,62 %)

#### Québec

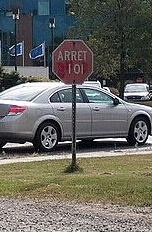
L'affichage bilingue heurte la fibre francophone et la sensibilité de certains Québécois, comme en témoigne le vandalisme sur ce panneau québécois bilingue ARRÊT-STOP en référence à la loi 101.

Les immigrants venus de France lors du régime de la Nouvelle France (1534-1759) ont constitué la première population francophone du monde à réaliser son unité linguistique, et cela, deux siècles avant la France, et sans véritable intervention étatique. Le Québec travaille activement à la francisation de son territoire, depuis la mise en place en août 1977 de la Charte de la langue française (ou Loi 101). Le Québec est alors devenu la seule province unilingue francophone. Les autres provinces sont soit bilingues (exemple : le Manitoba, le Nouveau-Brunswick) ou simplement anglophones avec des facilités francophones (exemple : l'Ontario, la Saskatchewan). Par contre, depuis la loi sur les langues officielles du Canada, tous les territoires du Canada ont le français comme langue officielle.
Cette loi 101, qui est une charte visant à faire respecter la langue française et à franciser les immigrants du Québec, instaure des lois linguistiques inédites, par exemple l'obligation d'affichage unilingue en français à l'extérieur des commerces, et l'obligation pour tout affichage commercial intérieur d'avoir le texte français écrit plus gros que celui de toute autre langue. La loi 101 force toute personne à étudier dans une école publique francophone, sauf si le père ou la mère a fait des études primaires ou secondaires au Canada dans une école anglophone. Le nombre d'élèves anglophones a chuté de 43 % en vingt ans, passant de 256 251 élèves anglophones en 1971-1972 à 111 466 en 1994-1995. Ce phénomène est encore plus accentué dans l'île de Montréal, où le nombre d'élèves étudiant en anglais a subi une diminution de 60 % entre 1971 et 1995. Par ailleurs, un certificat de francisation est accordé aux entreprises de 100 employés et plus qui démontrent que leurs employés francophones peuvent travailler en français. (Le taux de certification des entreprises québécoises est passé de 71,4 % en 2002 à 80,7 % en 2007).
Cette politique de francisation est une réussite, la proportion d'anglophones étant passée de 14 % en 1971 à 7 % en 2006 et le pourcentage de nouveaux immigrants choisissant l'anglais comme langue d'étude étant passé de 90 % en 1966 à 4 % en 2006.
La connaissance du français dans l’ensemble du Québec est passée de 93,6 % en 1991 à 93,9 % en 1996 puis à 94,6 % en 2001. Chez les personnes de langue maternelle anglaise, l'aptitude à parler le français est passée de 35 % en 1971 à 60 % en 1991, à 67,2 % en 2001, puis à 71 % en 2006. Chez les personnes de langue maternelle tierce, l'aptitude à parler le français est passée de 35 % en 1971 à 68,6 % en 1991 à 73,5 % en 2001,, puis à 75,3 % en 2006.
Le français a fortement augmenté à Ville Mont-Royal au cours des dernières années. Les anglophones passent de 80 % en 1937 à 48 % en 1984, puis à seulement 25 % en 2015. De 1989 à 2015, la ville connaît une diminution des écoles anglophones de  300 %.
L'Estrie, anciennement appelée « Eastern Townships » du fait de sa localisation frontalière avec les États-Unis, fut un territoire refuge pour les anglophones loyalistes fuyant la révolution américaine, l'empire britannique offrant des terres aux loyalistes dans cette région de la Nouvelle France récemment conquise. À partir des années 1760, la population est donc très largement anglophone. Après 1812, une faible quantité de Canadiens-français arrivent dans la région, mais ils ne représentent qu'une petite minorité parmi la population anglophone. Mais c'est dans les années 1840 qu'une grande vague d'immigration irlandaise et écossaise puis francophone débute. Alors que les francophones ne représentent toujours qu'une faible minorité parmi les autres, ils grandissent rapidement en raison d'une natalité record et d'une immigration qui ne cesse d'augmenter. Dans les années 1850-1860, ils commencent déjà à représenter une minorité importante. En 1890, poussés par une des plus fortes natalités au monde, les Canadiens-français représentent plus de 70 % de la population de l'Estrie. Cette proportion francophone restera à peu près la même jusque dans les années 1930 où une grande industrialisation de la région pousse les travailleurs francophones à venir en Estrie, ce qui produit une nouvelle vague de francisation, les francophones de l'Estrie passent alors de 76 % en 1930 à plus de 88 % en 1960. À la suite de l'explosion démographique de l'après-guerre, en 2001 les francophones représentaient plus de 97 % de la population de l'Estrie.

#### Saskatchewan
Selon le recensement de 2011, le bilinguisme anglais-français en Saskatchewan, chez les personnes de langue maternelle anglaise (85,9 % de la population), est en progression constante, passant de 1,4 % chez les personnes de 65 ans et plus à 7,5 % chez les jeunes de moins de 20 ans. Il en est de même chez les allophones, le taux passant de 1,5 % à 4,5 %. La population totale bilingue anglais-français progressant également de 3,1 % chez les 65 ans et plus à 7,7 % chez les moins de 20 ans.

#### Yukon
Au Yukon, entre 2006 et 2011 la capacité de soutenir une conversation en français augmente passant de 11,8 % de la population à 13,4 % puis 13,8% en 2016.

### États-Unis

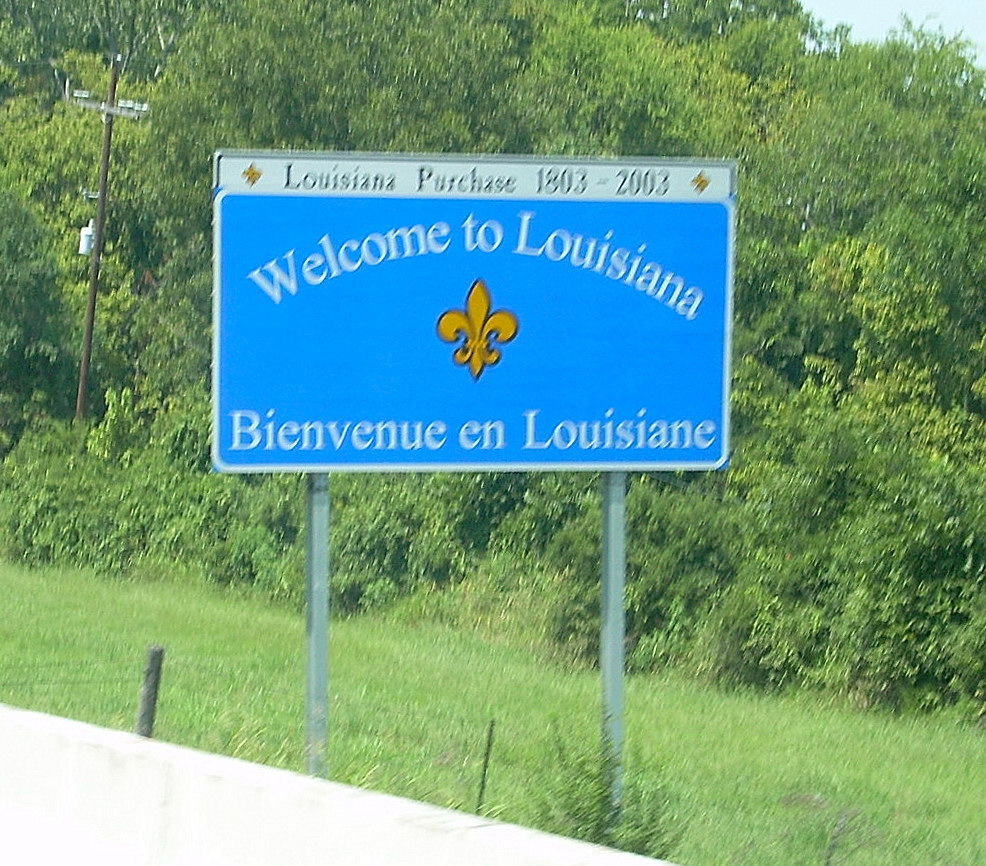
Panneau routier bilingue à l'entrée de la Louisiane.

Le français est la deuxième langue la plus parlée à la maison aux États-Unis après l'espagnol (anglais non inclus) en augmentation numérique depuis 1980 (+33 % ). Le français parlé à la maison aux États-Unis : 1 550 751 en 1980, 1 930 404 en 1990, 2 097 206 en 2000 puis 2 069 352  en 2010. Alors que toutes les autres langues indo-européennes sont en baisse constante (sauf l'espagnol) depuis les années 1980.

#### Louisiane
Entre 1916 et 1931, des lois successives bannissent la langue française dans les écoles. En 1921, la Constitution de la Louisiane déclare l’anglais seule langue autorisée. Ce n'est qu'avec l'arrivée de James Domengeaux (1907-1988), que la refrancisation de la Louisiane débute. En 1968, il obtient l'adoption de la Loi 409, créant le Conseil pour le développement du français en Louisiane (CODOFIL) qui a pour mission de « faire tout ce qui est nécessaire pour encourager le développement, l’utilisation et la préservation du français tel qu’il existe en Louisiane pour le plus grand bien culturel, économique et touristique de l’État ». À cette époque, seulement le quart de la population parlait une variété de français, sans pouvoir ni le lire ni l'écrire.

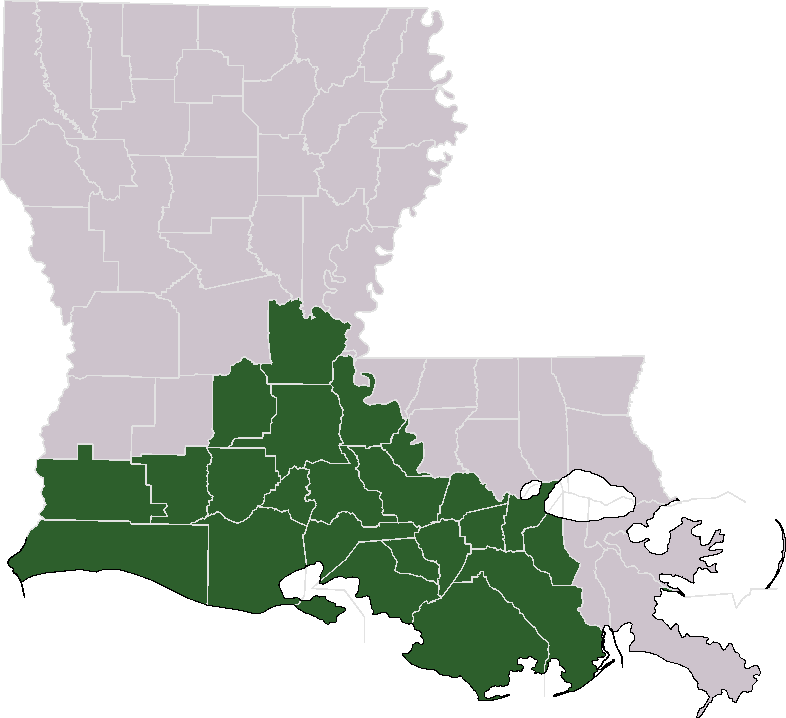
Region officiellement francophone d'Acadiana

Depuis la création du CODOFIL, les Louisianais ont pris conscience qu'il fallait sauvegarder cette culture française, plusieurs lois ont été votées comme :
- la Loi no 408 (1968) prévoyant l’enseignement du français dans les cinq premières années des écoles primaires et les trois premières années des écoles secondaires ;
- la Loi no 259 (1968) exigeant que les universités et les collèges forment des enseignants qualifiés en français ;
- la Loi no 256 (1968) reconnaissant la langue française comme officielle dans la publication des avis juridiques et des contrats ;
- la Loi no 458 (1968) autorisant l'établissement d'une station de télévision en français[154].

En 1971, la partie méridionale de la Louisiane est reconnue officiellement comme région francophone de l'État de Louisiane sous le nom d'Acadiana. En 1976 est publié le premier livre en français cadien, « Lâche pas la patate » de Revon Reed. Arrivée des premiers enseignants belges. En 1987, pour la première fois, la Louisiane participe au Sommet de la Francophonie de Québec en tant qu'observateur. En 1991, les premiers enseignants acadiens commencent à enseigner et en 1992 les premiers programmes d'immersion débutent. C'est en 1994 que l’Université de Louisiane à Lafayette lance le premier programme de doctorat en Études francophones en Amérique du Nord. En 1999, La FrancoFête célèbre trois cents ans de l’héritage français en Louisiane et, durant l'année 2000, on assiste à la création de la première section francophone du barreau louisianais. En 2004, Kathleen Babineaux Blanco est la première femme gouverneur d'origine francophone de la Louisiane.
De nombreux médias aident à la diffusion du français en Louisiane comme les radios : La voix de l’Amérique française, KLRZ et Radio Louisiane. Les associations sont aussi très nombreuses, à tel point qu'en 1987 la ville de La Nouvelle-Orléans fonde le Council of Societies of Greater New Orleans afin de coordonner les organisations francophones de la ville. Il existe une forte francophilie en Louisiane, et les liens avec le Canada, notamment avec le Québec, « porte-étendard de la francophonie en Amérique », y sont entretenus. Les dégâts causés par le passage du cyclone Katrina, en août 2005, ont permis de voir s’exprimer une solidarité particulière entre ces deux régions. Voici par exemple ce qu’écrit Charles Larroque, président de l’association Louisiane à la carte : « Nous avons besoin, plus que jamais, du Québec. Nous avons la même mère, la même langue, une culture qui « nous » ressemble, qui « nous » rassemble… Oui ! Dira-t-on ! En Louisiane, la langue française est moins présente que jadis, mais cette langue est toujours vivante. »
En 2014 la Louisiane passe la loi HB998, permettant l'affichage bilingue Français cajun/Anglais de tout panneaux public sur routes ou autoroutes dans les paroisses qui le demandent.

#### Minnesota

Sceau de l'État du Minnesota.

L'installation du français au Minnesota est intimement liée aux colons canadiens, qui ont contribué très tôt à son développement dans la région, comme le découvreur Louis Hennepin et le trappeur Pierre Parrant.
Mais la présence d'expéditions, d'établissements et de villages francophones est attestée dès le milieu du XVIIe siècle dans la région, notamment grâce aux Français Pierre Radisson et le Sieur de Groseilliers, qui atteignirent vraisemblablement en 1654 le Minnesota, après avoir exploré le Wisconsin.
Cavelier de la Salle explore quelques années plus tard le Mississippi et arrive jusqu'à l'actuel État voisin du Dakota du Nord et surnomme la région « L'Étoile du Nord » qui deviendra par la suite la devise de l'État du Minnesota, voisin des Grandes Plaines du Dakota. L'exploration des territoires du Nord ainsi que de la région des grands lacs, dont le Minnesota, fut encouragée notamment par le Gouverneur de la Nouvelle-France, Frontenac. Aux débuts de l'existence de l'État, une francisation accrue s'opère grâce à un nombre important de nouveaux colons Canadiens, parmi lesquels Pierre Parrant, un trappeur et commerçant en fourrures né à Sault Ste. Marie (Michigan) en 1777 qui fut le premier colon de la ville de Saint Paul, au Minnesota.
Les métis de la Rivière Rouge ont également été une communauté importante pour la pratique du français au Minnesota.
Depuis 1858, date de création de l'État, le sceau officiel du Minnesota porte l'appellation en français de Cavelier de la Salle : « L'Étoile du Nord ».
La pratique du français au Minnesota s'est profondément transformée et amoindrie avec les campagnes d'anglicisation des États de la fédération américaine au cours du XXe siècle ainsi que l'interdiction temporaire d'enseigner ou de pratiquer le français dans les écoles, mais un regain récent est observé[Quand ?].
De 1980 à 2000 le nombre de francophones du Minnesota passe de 10 026 à 15 744 (+36 % ).

#### Michigan
La communauté francophone du Michigan est fortement apparentée à celle du sud de l'Ontario, en raison du lien fort qui unit la ville de Windsor avec le Michigan.
- À compter de 2013, les défenseurs de la culture ont obtenu des résolutions de la législature de l'État du Michigan pour nommer la semaine du mois de septembre la semaine du patrimoine canadien au Michigan. Promue par des défenseurs bénévoles autour de l'État, la semaine du patrimoine est un exemple de la continuité de la culture canadienne-française dans la région des Grands Lacs, en particulier au Michigan où les événements de 2015 étaient prévus de Houghton à Monroe. Les résolutions de la Chambre et du Sénat ont été soumises par les représentants Bill LaVoy, Andrea LaFontaine et le sénateur Jim Marleau ainsi qu'une coalition de plusieurs dizaines de co-parrains.

#### Missouri
La francisation du Missouri débute en 1758 quand des colons français s'installent dans la région, vers la haute vallée du Mississippi, alors connue sous le nom de Pays des Illinois ou Haute-Louisiane.
La colonisation française de la région a débuté à la fin du XVIIe siècle avec les coureurs des bois acadiens de l'actuel Canada. En 1760, ils avaient établi six villes: Cahokia, Kaskaskia, Saint-Philippe, Nouvelle-Chartres et Prairie-du-Rocher dans l'Illinois actuel, et Sainte Geneviève dans le Missouri et revendiqué la région pour la colonie de la Louisiane française.
Lorsque les Britanniques s'installèrent dans le Territoire du Nord-Ouest (la région à l'est du Mississippi), qu'ils annexèrent finalement en 1765 après la Guerre de la Conquête, beaucoup de ces colons français déménagèrent de l'autre côté du fleuve dans le Missouri, établissant ainsi la ville de Saint Louis et d'autres colonies et avant-postes.
De ce temps au début du XIXe siècle, les Créoles ont commencé à s'installer dans les hautes terres d'Ozark au-dessus de la rivière, en particulier après que toute la Louisiane française a été vendue aux États-Unis en 1803.
Après la vente de la Louisiane aux États-Unis, un processus d'anglicisation de force est lancé, mais les Francophones de la région ont réussi à éviter le phénomène d’anglicisation pendant plusieurs générations consécutives et ont gardé un français bien vivant.
Les Français ont afflué dans les montagnes après l'établissement d'opérations minières sérieuses à Potosi en 1797 par Moses Austin, et ont fondé des colonies telles que Old Mines auparavant (La Vieille Mine), qui devint peu à peu le centre de langue et de culture françaises du Missouri.
Avec le temps un nouveau dialecte francophone apparut, le Paw Paw French.
Un témoignage de 1930 du chercheur américain W. M. Miller raconte que ce dialecte était encore parlé par une partie substantielle de la population de Vieille Mine, près de la ville de Potosi dans le sud-est de l’État, où sont installés les Mines de plomb du sud du Missouri.

#### New York

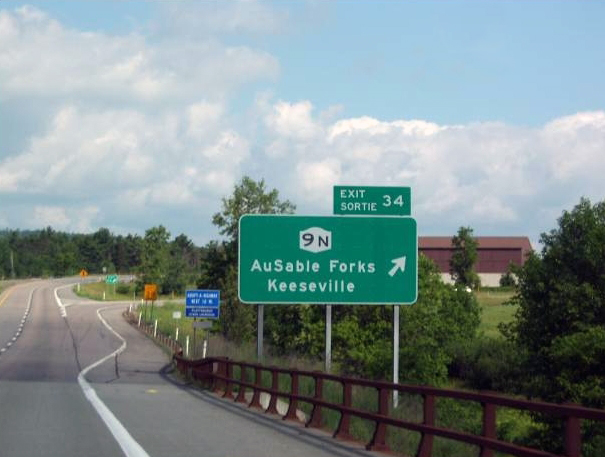
Panneau de sortie bilingue sur l'Interstate 87 dans le Comté de Clinton, New York

Dans l’État de New York, la population francophone augmente doucement depuis plusieurs années passant de 139 202 en 2013 à 141 180 en 2015 (+1,50 %) .

#### Floride
En Floride, la ville de Miami abrite une communauté francophone de plus en plus importante, composée d'expatriés français, d'Haïtiens (qui peuvent aussi parler le créole haïtien) et de Canadiens français ; il y a aussi une communauté croissante d'Africains francophones à Orlando, Tampa, et dans les environs.
Pour répondre à la demande croissante de la communauté française de Floride, la première chaîne de télévision francophone aux États-Unis est créée en 2014 sous le nom de Bonjour Television. Devenue « Bonjour America », la chaîne transmet 24 heures sur 24 et sept jours sur sept, tous ses programmes sont diffusés en langue française.

#### Californie
Une communauté française petite mais durable s'est développée à San Francisco pendant la ruée vers l'or. Elle a été complétée par des immigrants vinicoles français dans la région de la Baie et est aujourd'hui centrée culturellement autour du quartier français de San Francisco.

### Mexique
Le français au Mexique est en forte augmentation depuis la fin des années 2010 avec plus de 25 Alliances françaises dispensant des cours de français à 33 000 élèves effectifs en hausse de +20% entre 2011 et 2012.

## Amérique centrale

### Costa Rica
Dans les années 1980, le français devient une langue étrangère obligatoire à l’école, au premier cycle du secondaire (collège) et optionnel au lycée.
En 2014, le Costa Rica devient hôte du SEDIFRALE (Congrès Régional des Professeurs de Français Langue Étrangère) et fait sa demande officielle d'admission à l'Organisation internationale de la Francophonie. Son adhésion est effective fin 2014, le Costa Rica devenant membre observateur au sein de l'OIF.

## Caraïbes

### Dominique
Situé entre les îles françaises de la Guadeloupe et de la Martinique, ce pays devient membre de l'OIF en 1979. Malgré le statut de l'anglais comme langue officielle, 80 % des citoyens s'expriment en créole français. Le français est la langue étrangère la plus apprise sur l’île.

### République dominicaine
Voisin du pays francophone de l'Haïti, la République dominicaine devient membre observateur de l'OIF en 2010. Avec l'anglais, le français devient obligatoire à partir du milieu du cycle primaire (9-10 ans). Durant les 10 dernières années (2005-2015) le nombre d’apprenants du français au niveau supérieur à quant à lui augmenté de plus de +400 %

### Sainte-Lucie
La francisation de Sainte-Lucie commence en 1660 quand la France signe un traité avec les Caraïbes après y avoir implanté la première colonie stable. Celle-ci s’arrête en 1814 lorsque l’Angleterre prend le contrôle complet de la colonie à la suite du traité de Paris. À la suite de cela, l’enseignement du français y est interrompu mais la population parle toujours un créole français.
En 2010, un pacte linguistique avec la Francophonie est signé, ce qui introduit progressivement le français en école primaire. En 2012, 15 des 75 écoles de l’île étaient impliquées dans l’enseignement du français. En 2013, le dispositif était élargi à 25 établissement supplémentaires, ce qui donne 35 écoles sur 75 (+133 %). Depuis la mise en place de ce pacte en 2010, le français connait une forte progression sur l’île pour la première fois depuis plusieurs décennies. Dans le secondaire, le français progresse malgré une diminution de la population.
En 2014, le français devient optionnel au lycée avec l’espagnol, ce dernier étant soutenu par les États hispanophones voisins.

## Amérique du Sud

### Colombie
La Colombie est un pays de tradition francophile, du fait de ses relations très anciennes avec la France. En 2012, la France est le troisième pays de destination pour les étudiants colombiens après les États-Unis et l'Espagne, mais aussi le deuxième pays d’Amérique du Sud avec le plus d’apprenants du français. D'après l'OIF la Colombie songe à ré-introduire le français comme langue obligatoire à l’école.

## Moyen-Orient

### Bahreïn
En 2010, Bahreïn introduit officiellement le français dans le secteur public. À terme, il est envisagé que le français soit généralisé dans l'ensemble de l'enseignement secondaire. Les effectifs apprenant le français passent de zéro en primaire, 900 dans le secondaire et 300 dans le supérieur en 2009 à 12 000 en primaire, 6 000 dans le secondaires et 300 dans le supérieur en 2010.

### Émirats arabes unis
En 2006 est commandée l'Université Paris-Sorbonne-Abou Dabi, qui fait fortement avancer la francophonie aux EAU. L'Université est finalement inaugurée en 2011. En 2010, les Émirats arabes unis deviennent observateur de l'Organisation Internationale de la Francophonie.

### Israël
La présence d'une forte communauté francophone en Israël découle des vagues d'immigration successives depuis l'Hexagone et la Belgique, mais aussi depuis l'Afrique du Nord.
Selon l'Institut Français en Israël, entre 850 000 et 1 000 000 de personnes parleraient le français dans le pays .

### Oman
Le Sultanat d'Oman projette de sortir du tout à l'anglais et de faire du français la deuxième langue étrangère après l'anglais.
Dès 2007, le sultanat ouvre des sections de français dans trois institutions de l’enseignement supérieurs. Entre 2013 et 2014, le secteur public introduit le français dans 4 écoles pilotes, grâce à un accord entre l'Oman et la Tunisie qui met à disposition des professeurs de français, et avec la France qui apporte le soutien pédagogique. À l’école française de Mascate les effectifs ont doublé (+100%) en cinq ans.

### Qatar
En 2012, le Qatar devient membre associé de l'OIF ; la même année, le français est introduit dans les cursus nationaux et un département universitaire de français est créé.

## Asie
De 1994 à 2004 le nombre d'étudiants en français a augmenté de 48,8 % en Asie. En septembre 2006, le programme VALOFRASE (Valorisation du français en Asie du Sud-Est) a été lancé grâce à l'Agence universitaire de la Francophonie, l'Organisation internationale de la Francophonie, la Centrale des syndicats au Québec, la Wallonie-Bruxelles à Hanoï et la Coopération française.
Entre 2002-2003 et 2009-2010, l'apprentissage du français a augmenté de 250% en Arménie. La première langue enseignée en Arménie est le russe, en 2010 le français est introduit comme deuxième langue étrangère dans tous les collèges puis les lycées. En 2012, à la suite du succès rencontré par le français, l’Arménie introduit un grand programme de renforcement du français dans les écoles d'Erevan et à Gumri. En 2012 un pacte linguistique est signé entre l'OIF et l’Arménie. Finalement depuis 2010 et d’après l'Organisation International de la francophonie, le français progresse fortement en Arménie.

### Cambodge
Alors qu'avant le lancement du programme Valofrase (Valorisation du français en Asie du Sud-Est) les étudiants en français au Cambodge étaient peu nombreux, en 2007-2008 45 434 étudiants décident de choisir le français comme langue d'apprentissage, ce nombre passe à 98 184 durant l'année 2008-2009, monte à 113 913 durant l'année 2009-2010, puis atteint 128 101 durant l'année 2010-2011, pour enfin redescendre légèrement en 2011-2012 à 126 136 élèves ainsi qu'en 2012-2013 à 124 266.
De plus, le nombre de régions proposant le français passe de 16 sur 24 en 2006 à 24 sur 24 en 2010.
| Année     | #       | %        |
| --------- | ------- | -------- |
| 2005-2006 | 71 552  |          |
| 2006-2007 | 55 673  | -22,5 %  |
| 2007-2008 | 45 434  | -20,0 %  |
| 2008-2009 | 98 184  | +122,7 % |
| 2009-2010 | 113 913 | +15,3 %  |
| 2010-2011 | 128 101 | +13,3 %  |
| 2011-2012 | 126 136 | -1,5 %   |
| 2012-2013 | 124 266 | -1,5 %   |

### Chine

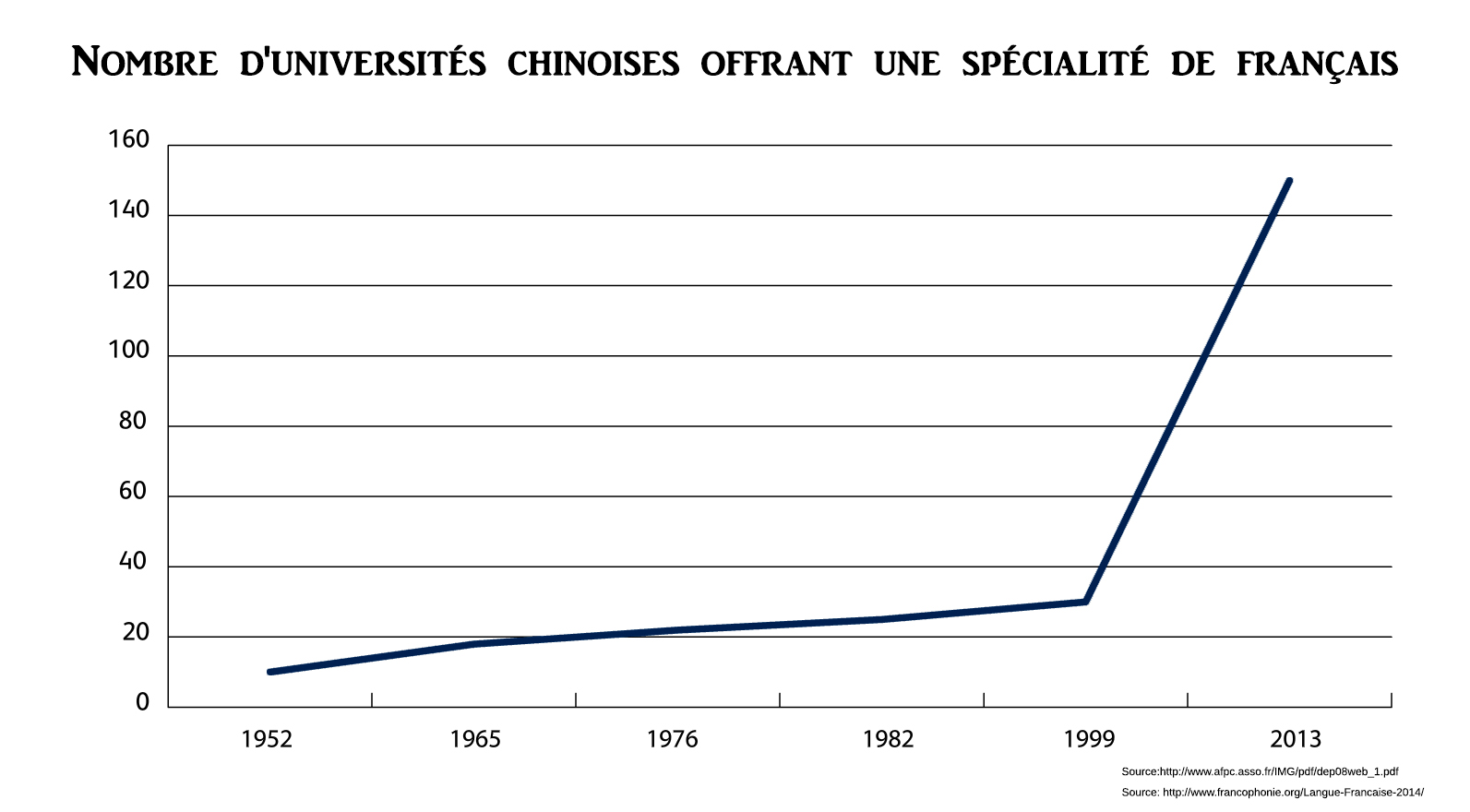
Nombre d'universités chinoises offrant une spécialité de français.

En 1999, la Chine comptait 32 universités offrant le français comme option, en 2014 elle en comptait plus de 140 soit une augmentation de 340 % en quinze ans.
En 2005, on comptait un total d'environ 50 000 apprenants de français et un corps enseignant de plus de 700 professeurs chinois de français en sus d'une cinquantaine d'enseignants français. Le réseau des quinze Alliances françaises en Chine accueille près de 28 000 étudiants chaque année alors que près de 24 000 Chinois étudiaient dans une université française en 2009.
Taux de croissance annuel du nombre d’universités offrant une spécialité de français :
| Année     | #           | %        |
| --------- | ----------- | -------- |
| 1949-1979 | 0,80 par an |          |
| 1979-1999 | 0,35 par an | -56,25 % |
| 2000-2015 | 7,00 par an | +1 900 % |

« Il n'y a dans aucun autre pays un développement du français aussi fort qu'en Chine », affirme[Quand ?] le directeur de l'Alliance française de Canton. Récemment les entreprises chinoises demandent de plus en plus de francophones pour pouvoir investir en Afrique.

### Corée du Sud
En 2015, l'Organisation Internationale de la Francophonie annonce lancer un partenariat avec la Corée du Sud pour promouvoir l'enseignement du français dans le pays. Ce partenariat se fonde autour d'un Conseil de promotion, qui se situe à Séoul et réunit les principaux promoteurs de la langue française dans le pays. Cette initiative découle de la volonté de l'OIF d'augmenter le nombre d'apprenants sur place, qui statuerait, selon ses estimations, à 40 000,.

### Inde

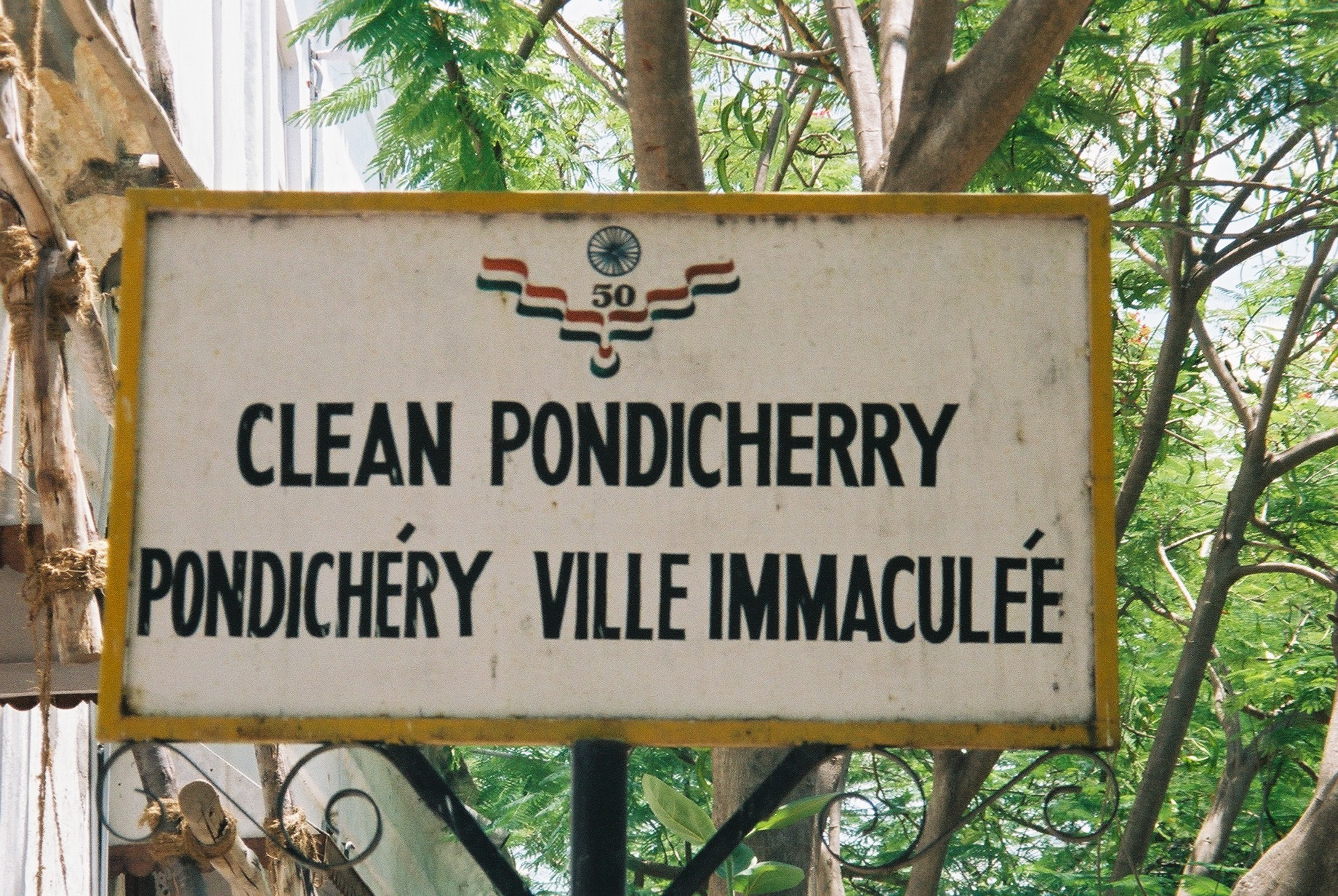
Panneau écrit en français à Pondichéry.

En Inde l'apprentissage de la langue française est en très forte augmentation depuis le début des années 2010, étant apprise par près de 500 000 personnes, elle devient donc la première langue étrangère apprise dans le pays.
En 2014 elle passe à 1 200 000 apprenants soit une augmentation de 140 %. Le français est en forte augmentation mais une pénurie d'enseignants se fait sentir, aujourd'hui la langue française est enseignée dans plus de 47 départements universitaires formant les futurs enseignants de français. Elle est surtout apprise grâce à l'apprentissage en ligne, et est considérée comme une langue d'avenir,.
Les échanges scolaires entre la France et l'Inde sont aussi en augmentation de plus de 35 % depuis 2009.

### Japon
Le français est vu comme la langue du luxe, de la romance et du prestige au Japon ; il est donc à la mode d'appeler un produit ou une entreprise en français ou avec un nom apparaissant comme francophone. Mais le manque de diffusion du français au Japon mena à des noms francophones mal écrits, mal traduits ou sortis du contexte, ce qui créa le Franponais. C'est donc une semi-francisation qui se produit au Japon avec le paysage visuel adoptant parfois un faux-français.
Le nombre d’étudiants du français au Japon est de 9 500 pour le Secondaire et de 180 000 à 200 000 pour le Supérieur. En 2007, le rapport de l'OIF sur La Francophonie dans le monde mentionnait : « Une incontestable francophilie en Corée du Sud, en Thaïlande et au Japon ».

### Laos
L'Organisation internationale de la francophonie (OIF) estime à 190 000 le nombre de francophones au Laos en 2015, soit 3 % de la population. Ce nombre est en constante progression depuis une dizaine d’années. Au Laos le nombre d'étudiants diplômés du baccalauréat augmente de 400 % de 2004 à 2006 et de 935 % de 2004 à 2009.
Avec la fin de l'isolationnisme au début des années 1990, la langue française a rebondi, grâce à la mise en place de la langue française, aux relations avec la Suisse et le Canada, ainsi que l'ouverture de centres de langue française dans le centre du pays. Aujourd'hui, le français a un statut au Laos semblables aux autres nations francophones d'Asie et environ 35 % de tous les élèves au Laos reçoivent leur éducation en français, qui est la langue à apprendre requise dans de nombreuses écoles. Le français est également utilisé dans les travaux publics au Laos central et méridional et à Luang Prabang ; c'est une langue de la diplomatie et des élites, des professions supérieures et des aînés. Cependant, la langue anglaise a continué de menacer la langue française au Laos, car elle est considérée comme la langue du commerce international et certaines écoles ont également fait de l'anglais une matière obligatoire. Le Laos est également membre de la Francophonie.
En 2015, le français devient obligatoire en tant que deuxième langue étrangère au Laos, à la suite de la réforme du système éducatif en 2009. Plus de 500 000 élèves sont concernés en 2015, ce qui contribue à accentuer la forte progression du français au Laos.
| Année     | Élèves apprenant le français | Nombre de professeurs de français | Nombre d'établissements enseignant le français |
| --------- | ---------------------------- | --------------------------------- | ---------------------------------------------- |
| 2009-2010 | 2 639                        | 129                               | 84                                             |
| 2010-2011 | 30 665                       | 152                               | 95                                             |
| 2011-2012 | 37 877                       | 191                               | 113                                            |
| 2012-2013 | 46 177                       | 228                               | 128                                            |

### Liban

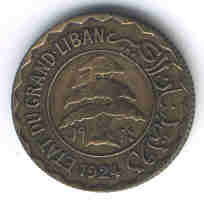
Monnaie en Français/Arabe de l'État du Grand Liban.

La francisation du Liban débute avec la création de l'État du Grand Liban en 1919 sous protectorat de la France, dans le but de protéger la communauté chrétienne maronite dominante sur le territoire libanais à cette époque.
Le français est utilisé sur les billets de banque de la livre libanaise, sur les panneaux routiers, sur les plaques d'immatriculation et sur les bâtiments officiels (à côté de l'arabe).
Le français au Liban est une langue d'éducation majoritaire, Aujourd'hui[Depuis quand ?] 57% des élèves sont scolarisés dans une filière francophone.
- En 2010 Le Liban signe un pacte avec L'Organisation internationale de la francophonie.
- En 2013 le Liban signe un accord cadre pour la mise en œuvre du programme d'Initiative francophone pour la formation à distance des maîtres[199].

### Malaisie
Le français est proposé en primaire en Malaisie avec une augmentation des effectifs de +10% entre 2010 et 2014.

### Philippines
En 2009 un partenariat avec le ministère de l’éducation permet l'ouverture de classes supplémentaires de français dans la région de Manille et Cebu. Depuis 2010, le français progresse aux Philippines ; il est enseigné dans 13 lycées scientifiques d'excellence[C'est-à-dire ?].
La position du français a fortement été renforcée depuis la mise en place en 2012 de la réforme de l’enseignement secondaire qui introduit les langues étrangères dans le cursus. En 2015, le français est la première langue européenne la plus enseignée dans les universités philippiennes.

### Sri Lanka
En 2014, le français est la deuxième langue la plus étudiée au Sri Lanka. Entre 2009 et 2014, le nombre d'étudiants français a augmenté de +30%.

### Turkménistan
La présence du Français au Turkménistan débute significativement en 1995 avec la création de deux chaires de langue française à l’université d’état Magymtguly et à l'institut des langues mondiales Azadi. Le français commence à se développer beaucoup plus rapidement à partir de 1998, il est actuellement enseigné dans sept écoles de la capitale et dans trois écoles de province.

### Thaïlande
En 2008, la Thaïlande décide de devenir membre de l'Organisation Internationale de la Francophonie, notamment du fait qu'elle partage des frontières avec deux anciennes colonies françaises, le Cambodge et le Laos.
En 2009, le français est la deuxième langue étrangère étudiée au secondaire.

### Viêt Nam
Au Viêt Nam, les étudiants passant par le projet régional de Valorisation du francais en Asie du Sud-Est (VALOFRASE) ont un taux de réussite au concours d’entrée à l’université d'environ 70 % alors que la moyenne nationale est de 15 %. Plus de 113 667 étudiants ont choisi le français comme langue d'étude en 2007, 40 provinces sur 64 proposent l'apprentissage du français à l'école.

### Yémen
En 2012, le nombre d’apprenants du français passe à 28.000 élèves et 120 enseignants. Entre 2012 et 2014, le nombre d'écoles est doublé et 100 enseignants supplémentaires sont recrutés. Le but du Yémen est d’étendre l’enseignement du français de 7 à 10 gouvernorats (sur 19 gouvernorats).

## Europe
Selon le groupe de prospective Global Europe Anticipation Bulletin (GEAB), l'importante croissance démographique de la France (et des pays francophones d'où viennent une grande partie des immigrants arrivant dans l'Union européenne) est la clé de la renaissance du français en tant que langue trans-européenne de premier plan. Du fait de ses quelque 80 millions de locuteurs (en rapide augmentation), le français est la deuxième langue maternelle de l'Union européenne. L'effacement de la période de l'après-guerre, laquelle vit la langue française perdre de son attrait en tant que langue politique des élites, joue un rôle positif dans le regain de vitalité du français.
Selon l'Eurobaromètre spécial numéro 386 de février/mars 2012 intitulé Les Européens et leurs langues,, le français est la deuxième langue étrangère la plus couramment maîtrisée dans l'Union européenne des 27 parmi les plus de 55 ans avec 6,10 % derrière l'anglais et ses 11,70 %. Parmi les personnes âgées de 35 à 54 ans, sa maitrise progresse à 7,94 % de la population (toujours deuxième) contre 21,59 % pour l'anglais. Parmi les jeunes de 15 à 34 ans, la maitrise du français progresse encore à 9,05 %, toujours deuxième derrière l'anglais et ses 28,24 %, et désormais talonné par l'Allemand qui rattrape le français avec 8,73 %. Enfin, globalement, le français est la deuxième langue étrangère la plus maitrisée dans l'Union après l'anglais avec 7,62 % des européens déclarant la maitriser contre 20,09 % pour l'anglais.
En 2012, l’Agence universitaire de la Francophonie (AUF) décide de la mise en place de Centres de réussite universitaire en Europe centrale et orientale. Cette action entend renforcer l’enseignement du et en français et la présence francophone au sein des établissements membres de l’AUF en Europe centrale et orientale. Elle met en place au sein des universités partenaires des espaces didactiques dotés de ressources pédagogiques et d’équipements techniques de pointe, ainsi que des médiathèques ; l’ensemble favorise la diffusion de ressources francophones centrées sur l’apprentissage du français. 30 Centres de réussite universitaire seront installés dans des universités membres implantées dans 10 pays (Arménie, Bulgarie, Kazakhstan, Lituanie, Moldavie, Roumanie, Russie, Slovaquie, Turquie, Ukraine).
Les pourcentages d'élèves étudiant l'anglais, le français et/ou l'allemand dans l’enseignement primaire (niveau CITE 1) dans l'Union européenne durant l'année scolaire 2012/2013 sont les suivants :
| # |
| - |
| 1 |
| 2 |
| 3 |

| Langue   | %      |
| -------- | ------ |
| Anglais  | 77,1 % |
| Allemand | 3,2 %  |
| Français | 3,0 %  |

Les pourcentages d’élèves étudiant l'anglais, le français, l'allemand, l'espagnol et le russe dans l’enseignement secondaire inférieur (niveau CITE 2) dans l'Union européenne durant l'année scolaire 2009/2010 sont les suivants :
| # |
| - |
| 1 |
| 2 |
| 3 |
| 4 |
| 5 |

| Langue   | %      |
| -------- | ------ |
| Anglais  | 93,7 % |
| Français | 32,7 % |
| Allemand | 16,9 % |
| Espagnol | 11,4 % |
| Russe    | 2,4 %  |

Également en 2012, la langue française est toujours après la langue anglaise (97 %), la langue la plus apprise au collège (enseignement secondaire inférieur, niveau CITE 2). Selon un rapport Eurostat publié le 25 septembre 2014, 34 % des jeunes Européens suivent des cours de français. L'allemand et l'espagnol, eux, sont appris respectivement par 22 % et 12 % des jeunes Européens.
| # |
| - |
| 1 |
| 2 |
| 3 |
| 4 |

| Langue   | %      |
| -------- | ------ |
| Anglais  | 97,1 % |
| Français | 34,1 % |
| Allemand | 22,1 % |
| Espagnol | 12,2 % |

Les pourcentages d’élèves étudiant l'anglais, le français, l'allemand, l'espagnol, le russe et l'italien dans l’enseignement secondaire inférieur (niveau CITE 2) dans l'Union européenne durant l'année scolaire 2012/2013 sont les suivants :
| # |
| - |
| 1 |
| 2 |
| 3 |
| 4 |
| 5 |
| 6 |

| Langue   | %      |
| -------- | ------ |
| Anglais  | 95,6 % |
| Français | 27,4 % |
| Allemand | 16,3 % |
| Espagnol | 11,6 % |
| Russe    | 2,7 %  |
| Italien  | 1,0 %  |

Les pourcentages d’élèves étudiant l'anglais, le français, l'allemand, l'espagnol et le russe dans l’enseignement secondaire supérieur (niveau CITE 3) d’orientation générale dans l'Union européenne durant l'année scolaire 2012/2013 sont les suivants :
| # |
| - |
| 1 |
| 2 |
| 3 |
| 4 |
| 5 |
| 6 |

| Langue   | %    |
| -------- | ---- |
| Anglais  | 94 % |
| Français | 24 % |
| Allemand | 20 % |
| Espagnol | 18 % |
| Italien  | 3 %  |
| Russe    | 3 %  |

Les pourcentages d’élèves étudiant l'anglais, le français, l'allemand, l'espagnol et le russe dans l’enseignement secondaire supérieur (niveau CITE 3) d’orientation préprofessionnelle/professionnelle dans l'Union européenne durant l'année scolaire 2009/2010 sont les suivants :
| # |
| - |
| 1 |
| 2 |
| 3 |
| 4 |
| 5 |

| Langue   | %      |
| -------- | ------ |
| Anglais  | 74,9 % |
| Allemand | 20,7 % |
| Français | 20,6 % |
| Espagnol | 3,6 %  |
| Russe    | 2,8 %  |

### Albanie
La première francisation de l'Albanie se produisit en 1272, année où les Royaumes de Naples et d’Albanie étaient contrôlés par Charles Ier d’Anjou, frère de Saint Louis alors roi de France, laissant des traces profondes dans la culture albanaise.
Au début du XXe siècle, de nombreux journaux albanais étaient rédigés en français. Puis en 1916, la République française de Korça en Albanie laissa derrière elle un lycée français. Durant les années 1920-1940, la législation albanaise existait en deux langues, albanais et français. De 1900 à 1945, tous les documents destinés à la correspondance à l’étranger étaient rédigés en français. En 1960, après la rupture avec le bloc communiste, la seule destination étrangère autorisée pour les étudiants albanais était la France, ce qui se traduisit par une augmentation des bourses d'études accordées par la France durant les années 1960-1980 et par un regain d’intérêt pour le français sur le territoire albanais. Mais la francisation moderne de l'Albanie commence en 1990 quand celle-ci rend le français l’une des langues secondes obligatoires dans toutes les écoles de la république.
En 1990 l’Albanie devient membre à part entière de l’Organisation internationale de la francophonie puis lance de grand programme de revitalisation du français. Puis en 1991 l'Association des Albanais Francophones est créée.
Depuis les années 2000, de plus en plus de médias francophones s'implantent en Albanie : TV5 Monde est captable par voie hertzienne, RFI est recevable sur les bandes FM du pays, un bulletin francophone est même diffusé quotidiennement par l'Agence télégraphique albanaise. Récemment, le gouvernement d'Albanie a décidé d’autoriser la diffusion de toutes les chaînes francophones satellitaires sur le territoire[source insuffisante]. En 2005, l'Albanie rejoint le CRÉFECO (Centre régional pour l’enseignement du français en Europe centrale et orientale). En plus des progrès médiatiques, l'Albanie décide d'adhérer à l’UREF (Université des réseaux d'expression française) puis à l'AIMF (Association internationale des maires et responsables des capitales et métropoles partiellement ou entièrement francophones), à l’APF (Agence de la presse francophone), au Forum francophone des affaires et enfin à l'AUPELF (Agence francophone pour l’enseignement supérieur et la recherche qui œuvre au développement de la « francophonie scientifique »).
Le nombre de francophones partiels ou complets décolle pour atteindre 30 % de la population totale ayant étudié le français en 2010.

### Allemagne
En 2012, le français est et reste de loin la deuxième langue enseignée en Allemagne (27 %), malgré l'hégémonie de l'anglais (74 %) et l'émergence récente, bien qu'encore assez faible, de l'espagnol. Cette importance du français n'avait pas bougé au cours des dernières décennies mais a accusé une régression de 7 % ces 5 dernières années.
En 2007, le français a remplacé l'anglais dans les écoles du Land de la Sarre en Allemagne, à la frontière avec la France. Le français y devient donc la première langue étrangère obligatoire. La Sarre est le seul Land allemand à faire du français, avec l’anglais, une seconde langue obligatoire dans les lycées. À l’université de la Sarre, les bacheliers allemands et français peuvent étudier parallèlement le droit allemand et français en vue de passer une licence de droit. Plus d'un élève sur deux apprend le français en Sarre, car son enseignement y détient une exclusivité dès le primaire dès l'âge de 8 ans, et ce jusqu'à l'âge de 19 ans.
Le pourcentage de la population totale des élèves du niveau primaire qui apprennent le français en 2009/2010 est de 4,2 % (contre 63,9 % pour l'anglais).
Les langues étrangères les plus étudiées en pourcentage d’élèves qui les apprennent dans l’enseignement secondaire inférieur (CITE 2) en 2009/2010 sont les suivantes, :
| # |
| - |
| 1 |
| 2 |
| 3 |
| 4 |

| Langue   | %      |
| -------- | ------ |
| Anglais  | 94,7 % |
| Français | 25,3 % |
| Espagnol | 3,1 %  |
| Russe    | 1,3 %  |

Les langues étrangères les plus étudiées en pourcentage d’élèves qui les apprennent dans l’enseignement secondaire supérieur (CITE 3) d’orientation générale et préprofessionnelle/professionnelle en 2009/2010 sont les suivantes :
| # |
| - |
| 1 |
| 2 |
| 3 |
| 4 |

| Langue   | %      |
| -------- | ------ |
| Anglais  | 61,9 % |
| Français | 13,8 % |
| Espagnol | 9,5 %  |
| Italien  | 1,4 %  |

Les pourcentages d'élèves étudiant l'anglais, le français, l'allemand, l'espagnol et le russe dans l’enseignement secondaire supérieur (niveau CITE 3) d’orientation générale en 2009/2010 sont les suivants :
| # |
| - |
| - |
| - |
| - |
| - |

| Langue   | %      |
| -------- | ------ |
| Anglais  | 91,1 % |
| Français | 27,3 % |
| Espagnol | 18,9 % |
| Russe    | 2,3 %  |

Les pourcentages d'élèves étudiant l'anglais, le français, l'allemand, l'espagnol et le russe dans l’enseignement secondaire supérieur (niveau CITE 3) d’orientation préprofessionnelle/professionnelle en 2009/2010 sont les suivants :
| # |
| - |
| - |
| - |
| - |
| - |

| Langue   | %      |
| -------- | ------ |
| Anglais  | 34,5 % |
| Français | 1,1 %  |
| Espagnol | 0,7 %  |
| Russe    | 0,0 %  |

En janvier 2014, l'État sarrois annonce sa volonté de rendre le Land entièrement bilingue vis-à-vis du français et de l'allemand pour 2043.

### Autriche
Selon l'Eurobaromètre spécial numéro 386 de février/mars 2012 intitulé Les Européens et leurs langues,, le français est la troisième langue étrangère la plus couramment maîtrisée en Autriche parmi les plus de 55 ans avec 3,34 % derrière, l'anglais (30,86 %) et juste derrière l'italien (3,45 %). Parmi les personnes âgées de 35 à 54 ans, sa maîtrise progresse à 6,89 % de la population, dépassant ainsi l'italien (5,29 %), contre 39,43 % pour l'anglais. Parmi les jeunes de 15 à 34 ans, la maîtrise du français progresse encore à 10,50 %, toujours deuxième derrière l'anglais et ses 52,35 %. Enfin, globalement, le français est la deuxième langue étrangère la plus maîtrisée en Autriche après l'anglais avec 6,80 % des autrichiens déclarant la maîtriser contre 40,48 % pour l'anglais.
Les langues étrangères les plus étudiées en pourcentage d’élèves qui les apprennent dans l’enseignement secondaire inférieur (CITE 2) en 2009/2010 sont les suivantes, :
| # |
| - |
| 1 |
| 2 |
| 3 |
| 4 |
| - |

| Langue   | %      |
| -------- | ------ |
| Anglais  | 99,6 % |
| Français | 4,7 %  |
| Italien  | 2,7 %  |
| Espagnol | 0,7 %  |
| Russe    | 0,3 %  |

Les langues étrangères les plus étudiées en pourcentage d’élèves qui les apprennent dans l’enseignement secondaire supérieur (CITE 3) d’orientation générale et préprofessionnelle/professionnelle en 2009/2010 sont les suivantes :
| # |
| - |
| 1 |
| 2 |
| 3 |
| 4 |
| - |

| Langue   | %      |
| -------- | ------ |
| Anglais  | 98,8 % |
| Français | 20,6 % |
| Italien  | 9,6 %  |
| Espagnol | 5,8 %  |
| Russe    | 1,0 %  |

Les pourcentages d'élèves étudiant l'anglais, le français, l'allemand, l'espagnol et le russe dans l’enseignement secondaire supérieur (niveau CITE 3) d’orientation générale en 2009/2010 sont les suivants :
| # |
| - |
| - |
| - |
| - |
| - |
| - |

| Langue   | %          |
| -------- | ---------- |
| Anglais  | 99,4 %     |
| Français | 44,2 %     |
| Italien  | 0 à 37,5 % |
| Espagnol | 15,1 %     |
| Russe    | 3,1 %      |

Les pourcentages d'élèves étudiant l'anglais, le français, l'allemand, l'espagnol et le russe dans l’enseignement secondaire supérieur (niveau CITE 3) d’orientation préprofessionnelle/professionnelle en 2009/2010 sont les suivants :
| # |
| - |
| - |
| - |
| - |
| - |
| - |

| Langue   | %          |
| -------- | ---------- |
| Anglais  | 98,6 %     |
| Français | 13,0 %     |
| Italien  | 0 à 13,5 % |
| Espagnol | 2,7 %      |
| Russe    | 0,3 %      |

### Arménie
En Arménie (membre associé de l'OIF), le français est enseigné en tant que deuxième ou troisième langue vivante du primaire au supérieur et concerne au total 82 545 élèves, chiffre en augmentation. De plus, il est envisagé de rendre le français obligatoire en tant que LV3 dans le secondaire. Un campus numérique francophone a été inauguré en 2008. L’Arménie prévoit d'introduire le français en tant que langue LV3 obligatoire dans tous les établissements publics, alors qu'il était jusque-là facultatif.

### Belgique

#### Bruxelles
Au cours des XIXe et XXe siècles, Bruxelles s'est transformée d'une ville quasiment entièrement néerlandophone en une ville bilingue, voire multilingue, avec le français pour langue majoritaire et lingua franca. Bien qu'historiquement Bruxelles fût une cité dont les habitants parlaient le brabançon — communément appelé « dialecte flamand », —, la situation linguistique bruxelloise changea radicalement au cours des deux derniers siècles. À côté d'une immigration française et wallonne, cette progression du français s'explique avant tout par la conversion linguistique de la population néerlandophone au cours des générations. La raison en fut le manque de considération dont jouissait le néerlandais en tant que langue de culture au sein de la société belge, renforcé par l'attrait que représentait à l'époque le français comme langue de haute culture et des échanges internationaux,.
Cette transformation démarra graduellement au XVIIIe siècle mais prit toute son ampleur lorsque la Belgique devint indépendante et que Bruxelles déborda au-delà de ses murs,. La francisation réelle et massive de la population urbaine ne commença cependant que dans la seconde moitié du XIXe siècle. À partir de 1880, on constate une véritable explosion de bilingues au détriment des néerlandophones unilingues,. Le néerlandais ne se transmettait plus à la génération suivante, ce qui a eu pour effet une augmentation considérable du nombre des francophones unilingues après 1910. À partir des années 1960, à la suite de la fixation de la frontière linguistique et de l'essor socioéconomique de la Région flamande, la francisation des néerlandophones a stagné,. Selon une étude publiée en 2008 par un professeur de la Vrije Universiteit Brussel (VUB), 56,8 % des familles bruxelloises parlèrent le français à la maison en 2006, face à 7 % de familles néerlandophones. Il y avait également 8,6 % de familles bilingues néerlandais-français.
Selon une étude publiée en 2008 par un professeur de la VUB, cette francisation atteignait 95,55 % de francophones en 2006 contre 28,23 % de néerlandophones (le français restant la « lingua franca » de la capitale, et il s'avère que la connaissance du français augmente toujours avec une augmentation de 0,4 % comparé à 2000 alors que le néerlandais a chuté de 5,06 % de 2000 à 2006, passant de 33,29 % à 28,23 %). L'anglais, quant à lui, est devenu deuxième langue la plus connue mais elle reste une langue scolaire (elle n'est pas parlée à la maison).
| Année | Néerlandais | Français | Autre |
| ----- | ----------- | -------- | ----- |
| 1846  | 60,6 %      | 38,6 %   | 0,8 % |
| 1910  | 49,1 %      | 49,3 %   | 1,6 % |
| 1920  | 39,2 %      | 60,5 %   | 0,3 % |
| 1930  | 34,7 %      | 64,7 %   | 0,6 % |
| 1947  | 25,5 %      | 74,2 %   | 0,3 % |

Le classement des cinq premiers de cette étude est repris ici, en comparant les chiffres de 2006 avec ceux de 2000 :
|   |             | 2000    | 2006    |
| - | ----------- | ------- | ------- |
| 1 | Français    | 95,52 % | 95,55 % |
| 2 | Anglais     | 33,25 % | 35,40 % |
| 3 | Néerlandais | 33,29 % | 28,23 % |
| 4 | Espagnol    | 6,90 %  | 7,39 %  |
| 5 | Arabe       | 9,99 %  | 6,36 %  |

En 2012, tous les élèves commencent à apprendre comme langue étrangère le néerlandais en tant que matière obligatoire dès l'âge de 8 ans et ce jusqu'à l'âge de 18 ans.

#### Périphérie bruxelloise
Ce phénomène est bien plus récent que la francisation de Bruxelles même[réf. nécessaire]. Cette progression du français se produit en plein territoire néerlandophone et davantage dans les villes éloignées de la capitale que dans les villes proches.
Le magazine Carrefour indiquait « Ce qui ressort de façon constante dans notre analyse, c’est l’importante hausse de naissances francophones dans des communes plus éloignées de la capitale, que ce soit dans l’arrondissement de Hal-Vilvorde ou dans celui de Louvain ». La francisation des villes flamandes se produit à grande vitesse comme les villes de :
- Crainhem (Kraainem), qui passe de 36,8 % de francophones en 2006 à 49,2 % en 2008 ;
- Biévène (Bever), qui passe de 8,3 % de francophones en 2006 à 25 % en 2008 ;
- Lennik, qui passe de 8 % de francophones en 2006 à 17,3 % en 2008 ;
- Cortenbergh (Kortenberg), qui passe de 7,3 % de francophones en 2006 à 14 % en 2008[256].

#### Communauté flamande
L’enseignement du français en tant que première langue vivante étrangère apprise (LV1) est obligatoire dès l'âge de 10 ans (de 12 ans auparavant jusqu'à la seconde moitié des années 2000) et ce jusqu'à l'âge de 18 ans.
Le pourcentage de la population totale des élèves du niveau primaire qui apprennent le français en 2009/2010 est de 31,5 % (contre 0,2 % pour l'anglais et 0,0 % pour l'allemand), ce qui représente le 3e pourcentage le plus élevé des 28 pays de l'Union européenne après le Luxembourg (83,6 %) et le Royaume-Uni (69,5 %) ; ce taux est toutefois en légère baisse continue ces dernières années : 33,9 % en 2004/2005 puis 31,9 % en 2006/2007.
| # |
| - |
| 1 |
| 2 |
| - |

| Langue   | %      |
| -------- | ------ |
| Français | 31,5 % |
| Anglais  | 0,2 %  |
| Allemand | 0,0 %  |

Les langues étrangères les plus étudiées en pourcentage d’élèves qui les apprennent dans l’enseignement secondaire inférieur (CITE 2) en 2009/2010 sont les suivantes, :
| # |
| - |
| 1 |
| 2 |
| - |
| - |
| - |

| Langue   | %      |
| -------- | ------ |
| Français | 92,9 % |
| Anglais  | 46,2 % |
| Allemand | 0,0 %  |
| Espagnol | 0,0 %  |
| Russe    | 0,0 %  |

Les langues étrangères les plus étudiées en pourcentage d’élèves qui les apprennent dans l’enseignement secondaire supérieur (CITE 3) d’orientation générale et préprofessionnelle/professionnelle en 2009/2010 sont les suivantes :
| # |
| - |
| 1 |
| 2 |
| 3 |
| 4 |

| Langue   | %      |
| -------- | ------ |
| Français | 90,4 % |
| Anglais  | 81,8 % |
| Allemand | 28,4 % |
| Espagnol | 1,3 %  |

Les pourcentages d'élèves étudiant l'anglais, le français, l'allemand, l'espagnol et le russe dans l’enseignement secondaire supérieur (niveau CITE 3) d’orientation générale en 2009/2010 sont les suivants :
| # |
| - |
| - |
| - |
| - |
| - |
| - |

| Langue   | %      |
| -------- | ------ |
| Français | 99,4 % |
| Anglais  | 99,1 % |
| Allemand | 52,2 % |
| Espagnol | 2,5 %  |
| Russe    | 0,0 %  |

Les pourcentages d'élèves étudiant l'anglais, le français, l'allemand, l'espagnol et le russe dans l’enseignement secondaire supérieur (niveau CITE 3) d’orientation préprofessionnelle/professionnelle en 2009/2010 sont les suivants :
| # |
| - |
| - |
| - |
| - |
| - |
| - |

| Langue   | %      |
| -------- | ------ |
| Français | 83,8 % |
| Anglais  | 69,3 % |
| Allemand | 11,2 % |
| Espagnol | 0,5 %  |
| Russe    | 0,0 %  |

#### Communauté germanophone
L’enseignement du français en tant que première langue vivante étrangère apprise (LV1) est obligatoire dès l'âge de 3 ans (de 8 ans auparavant jusqu'à la seconde moitié des années 2000) et ce jusqu'à l'âge de 18 ans. À partir de la troisième année du primaire, selon les conditions fixées par le Conseil de la Communauté germanophone, il est possible de dispenser une partie des cours en français dans les écoles primaires, secondaires et supérieures. Présentement, 88 % des enfants germanophones du primaire suivent toutefois leurs cours en allemand.
Toutes les communes germanophones offrent des «facilités en français» pour les francophones. Une très grosse majorité des 70 000 germanophones de la région de langue allemande sont bilingues allemand-français. Le français est petit à petit en train de prendre la place de l'allemand : il y a beaucoup d'individus bilingues, mais pas de bilinguisme social.

### Bulgarie
En 2012, l’AUF crée une antenne à Sofia, soulignant l’importance de la tradition francophone dans le pays, notamment celle de la Francophonie universitaire, mettant l’accent sur l’ouverture des universités bulgares à de nouvelles coopérations avec des universités francophones.
Entre 2002-2003 et 2009-2010 l'apprentissage du français a augmenté de 48 % en Bulgarie.
Les langues étrangères les plus étudiées en pourcentage d’élèves qui les apprennent dans l’enseignement secondaire inférieur (CITE 2) en 2009/2010 sont les suivantes, :
| # |
| - |
| 1 |
| 2 |
| 3 |
| 4 |
| - |

| Langue   | %      |
| -------- | ------ |
| Anglais  | 84,1 % |
| Russe    | 21,5 % |
| Allemand | 9,4 %  |
| Français | 4,1 %  |
| Espagnol | 1,2 %  |

Les langues étrangères les plus étudiées en pourcentage d’élèves qui les apprennent dans l’enseignement secondaire supérieur (CITE 3) d’orientation générale et préprofessionnelle/professionnelle en 2009/2010 sont les suivantes :
| # |
| - |
| 1 |
| 2 |
| 3 |
| 4 |

| Langue   | %      |
| -------- | ------ |
| Anglais  | 81,9 % |
| Allemand | 29,5 % |
| Russe    | 28,2 % |
| Français | 11,4 % |

Les pourcentages d'élèves étudiant l'anglais, le français, l'allemand, l'espagnol et le russe dans l’enseignement secondaire supérieur (niveau CITE 3) d’orientation générale en 2009/2010 sont les suivants :
| # |
| - |
| - |
| - |
| - |
| - |
| - |

| Langue   | %      |
| -------- | ------ |
| Anglais  | 87,4 % |
| Allemand | 35,1 % |
| Russe    | 26,8 % |
| Français | 13,9 % |
| Espagnol | 8,6 %  |

Les pourcentages d'élèves étudiant l'anglais, le français, l'allemand, l'espagnol et le russe dans l’enseignement secondaire supérieur (niveau CITE 3) d’orientation préprofessionnelle/professionnelle en 2009/2010 sont les suivants :
| # |
| - |
| - |
| - |
| - |
| - |
| - |

| Langue   | %      |
| -------- | ------ |
| Anglais  | 76,8 % |
| Russe    | 29,6 % |
| Allemand | 24,2 % |
| Français | 9,0 %  |
| Espagnol | 1,1 %  |

### Chypre
Depuis 1996, l’enseignement du français en tant que seconde langue vivante étrangère apprise (LV2) est obligatoire dès l'âge de 12 ans et ce jusqu'à l'âge de 18 ans ; l'anglais étant la première langue vivante étrangère apprise (LV1) dès l'âge de 5 ans (de 9 ans auparavant) et ce jusqu'à 18 ans également.
La langue française jouit d'une importance de plus en plus forte sur l’île, aussi bien du côté libre que du côté occupé.
Enfin, Chypre rejoint l’Organisation internationale de la francophonie, en tant qu'État associé, en 2006.
Les langues étrangères les plus étudiées en pourcentage d’élèves qui les apprennent dans l’enseignement secondaire inférieur (CITE 2) en 2009/2010 sont les suivantes, :
| # |
| - |
| 1 |
| 2 |
| 3 |
| 4 |
| - |
| - |

| Langue   | %      |
| -------- | ------ |
| Anglais  | 99,9 % |
| Français | 92,6 % |
| Allemand | 1,8 %  |
| Italien  | 0,9 %  |
| Espagnol | 0,3 %  |
| Russe    | 0,3 %  |

Les langues étrangères les plus étudiées en pourcentage d’élèves qui les apprennent dans l’enseignement secondaire supérieur (CITE 3) d’orientation générale et préprofessionnelle/professionnelle en 2009/2010 sont les suivantes :
| # |
| - |
| 1 |
| 2 |
| 3 |
| 4 |

| Langue   | %      |
| -------- | ------ |
| Anglais  | 94,4 % |
| Français | 35,7 % |
| Italien  | 24,2 % |
| Espagnol | 13,8 % |

Les pourcentages d'élèves étudiant l'anglais, le français, l'allemand, l'espagnol et le russe dans l’enseignement secondaire supérieur (niveau CITE 3) d’orientation générale en 2009/2010 sont les suivants :
| # |
| - |
| - |
| - |
| - |
| - |
| - |

| Langue   | %      |
| -------- | ------ |
| Anglais  | 93,7 % |
| Français | 40,0 % |
| Espagnol | 15,9 % |
| Russe    | 2,9 %  |
| Allemand | 2,5 %  |

Les pourcentages d'élèves étudiant l'anglais, le français, l'allemand, l'espagnol et le russe dans l’enseignement secondaire supérieur (niveau CITE 3) d’orientation préprofessionnelle/professionnelle en 2009/2010 sont les suivants :
| # |
| - |
| - |
| - |
| - |
| - |
| - |

| Langue   | %      |
| -------- | ------ |
| Anglais  | 99,2 % |
| Français | 6,8 %  |
| Allemand | 5,6 %  |
| Espagnol | 0,0 %  |
| Russe    | 0,0 %  |

### Croatie
En Croatie, les langues étrangères les plus étudiées en pourcentage d’élèves qui les apprennent dans l’enseignement secondaire inférieur (CITE 2) en 2009/2010 sont les suivantes, :
| # |
| - |
| 1 |
| 2 |
| 3 |
| 4 |
| - |
| - |

| Langue   | %      |
| -------- | ------ |
| Anglais  | 96,2 % |
| Allemand | 40,8 % |
| Italien  | 10,0 % |
| Français | 1,3 %  |
| Espagnol | 0,1 %  |
| Russe    | 0,0 %  |

Les langues étrangères les plus étudiées en pourcentage d’élèves qui les apprennent dans l’enseignement secondaire supérieur (CITE 3) d’orientation générale et préprofessionnelle/professionnelle en 2009/2010 sont les suivantes :
| # |
| - |
| 1 |
| 2 |
| 3 |
| 4 |
| - |
| - |

| Langue   | %      |
| -------- | ------ |
| Anglais  | 87,7 % |
| Allemand | 39,9 % |
| Italien  | 14,4 % |
| Français | 3,9 %  |
| Espagnol | 0,9 %  |
| Russe    | 0,0 %  |

Les pourcentages d'élèves étudiant l'anglais, le français, l'allemand, l'espagnol et le russe dans l’enseignement secondaire supérieur (niveau CITE 3) d’orientation générale en 2009/2010 sont les suivants :
| # |
| - |
| - |
| - |
| - |
| - |
| - |
| - |

| Langue   | %          |
| -------- | ---------- |
| Anglais  | 98,9 %     |
| Allemand | 61,2 %     |
| Italien  | 0 à 50,2 % |
| Français | 3,8 %      |
| Espagnol | 2,6 %      |
| Russe    | 0,0 %      |

Les pourcentages d'élèves étudiant l'anglais, le français, l'allemand, l'espagnol et le russe dans l’enseignement secondaire supérieur (niveau CITE 3) d’orientation préprofessionnelle/professionnelle en 2009/2010 sont les suivants :
| # |
| - |
| - |
| - |
| - |
| - |
| - |
| - |

| Langue   | %          |
| -------- | ---------- |
| Anglais  | 83,2 %     |
| Allemand | 31,3 %     |
| Italien  | 0 à 20,2 % |
| Français | 3,9 %      |
| Espagnol | 0,2 %      |
| Russe    | 0,0 %      |

### Danemark
Au Danemark, les langues étrangères les plus étudiées en pourcentage d’élèves qui les apprennent dans l’enseignement secondaire inférieur (CITE 2) en 2009/2010 sont les suivantes, :
| # |
| - |
| 1 |
| 2 |
| 3 |
| - |
| - |

| Langue   | %       |
| -------- | ------- |
| Anglais  | 100,0 % |
| Allemand | 75,4 %  |
| Français | 9,2 %   |
| Espagnol | 0,0 %   |
| Russe    | 0,0 %   |

Les langues étrangères les plus étudiées en pourcentage d’élèves qui les apprennent dans l’enseignement secondaire supérieur (CITE 3) d’orientation générale et préprofessionnelle/professionnelle en 2009/2010 sont les suivantes :
| # |
| - |
| 1 |
| 2 |
| 3 |
| 4 |

| Langue   | %      |
| -------- | ------ |
| Anglais  | 81,5 % |
| Allemand | 28,1 % |
| Espagnol | 12,0 % |
| Français | 5,1 %  |

Les pourcentages d'élèves étudiant l'anglais, le français, l'allemand, l'espagnol et le russe dans l’enseignement secondaire supérieur (niveau CITE 3) d’orientation générale en 2009/2010 sont les suivants :
| # |
| - |
| - |
| - |
| - |
| - |
| - |

| Langue   | %      |
| -------- | ------ |
| Anglais  | 91,7 % |
| Allemand | 34,7 % |
| Espagnol | 24,8 % |
| Français | 10,6 % |
| Russe    | 0,0 %  |

Les pourcentages d'élèves étudiant l'anglais, le français, l'allemand, l'espagnol et le russe dans l’enseignement secondaire supérieur (niveau CITE 3) d’orientation préprofessionnelle/professionnelle en 2009/2010 sont les suivants :
| # |
| - |
| - |
| - |
| - |
| - |
| - |

| Langue   | %      |
| -------- | ------ |
| Anglais  | 72,0 % |
| Allemand | 22,0 % |
| Français | 0,0 %  |
| Espagnol | 0,0 %  |
| Russe    | 0,0 %  |

### Espagne
Selon l'Eurobaromètre spécial numéro 386 de février/mars 2012 intitulé Les Européens et leurs langues,, le français est la deuxième langue étrangère maîtrisée en Espagne parmi les plus de 55 ans avec 2,93 % derrière l'anglais et ses 3,68 %. Parmi les personnes âgées de 35 à 54 ans, sa maîtrise progresse à 6,17 % de la population (toujours deuxième) contre 11,72 % pour l'anglais. Toutefois, parmi les jeunes de 15 à 34 ans, la maîtrise du français régresse à 4,19 %, toujours deuxième derrière l'anglais et ses 18,99 %. Enfin, globalement, le français est la deuxième langue étrangère la plus maîtrisée dans le pays après l'anglais avec 4,49 % des espagnols déclarant la maîtriser contre 11,28 % pour l'anglais.
Les langues étrangères les plus étudiées en pourcentage d’élèves qui les apprennent dans l’enseignement secondaire inférieur (CITE 2) en 2009/2010 sont les suivantes, :
| # |
| - |
| 1 |
| 2 |
| 3 |
| 4 |
| - |

| Langue    | %      |
| --------- | ------ |
| Anglais   | 98,7 % |
| Français  | 36,9 % |
| Allemand  | 2,5 %  |
| Portugais | 0,1 %  |
| Russe     | 0,0 %  |

Les pourcentages d'élèves étudiant l'anglais, le français, l'allemand, l'espagnol et le russe dans l’enseignement secondaire supérieur (niveau CITE 3) d’orientation générale en 2009/2010 sont les suivants :
| # |
| - |
| - |
| - |
| - |
| - |

| Langue   | %      |
| -------- | ------ |
| Anglais  | 94,7 % |
| Français | 22,3 % |
| Allemand | 1,0 %  |
| Russe    | 0,0 %  |

#### Catalogne
En 2008, la Catalogne, communauté autonome d'Espagne depuis 2006, rejoint en tant qu'observateur l’Assemblée parlementaire de la francophonie, qui se compose de Parlements et de groupes de parlementaires partageant les valeurs de la Charte de la Francophonie. La Catalogne souhaite également rejoindre en tant qu'observateur l'Organisation internationale de la francophonie.

### Estonie
Le français est la seule langue étrangère en progression en Estonie (français +1 % anglais -0,3 % russe -0,9 % allemand -1,3 %). Il est aussi prévu que le français prenne encore plus d'importance à la suite de la présidence européenne de l’Estonie prévue pour 2018.

### France

#### Francisation historique de la France

##### Moyen Âge
Au Moyen Âge, la France n'a pas d'unité linguistique, car au début du IXe siècle le latin n'est plus qu'une langue « sacrée », on y parle différentes langues germaniques, basque, celtique, et romanes, ces dernières morcelées en différents dialectes, que l'on peut regrouper en trois différents groupes :
- français-langues d'oïl dans le nord avec le picard, le normand, l'angevin, le champenois, le poitevin-saintongeais,... ; cette région était encore très germanisée et de nombreux seigneurs composaient le système féodal.
- le francoprovençal (ou arpitan).
- l'occitano-roman:
  - langues d'oc (ou occitan) dans le sud avec le limousin, l'auvergnat, le languedocien, le gascon, le provençal ; les langues de cette région, qui baignent durant des siècles dans la culture romaine, se rapprochent du latin (l'usage du droit romain était d'ailleurs courant)
  - le catalan dans les Pyrénées-Orientales.

À cette époque le français n'était qu'une langue parmi d'autres, appelée le « françoys », « franceis », ou « françois ». Mais elle a pour atout de se trouver dans une région en explosion démographique, Paris et sa région. Le françois s'enrichit donc très vite grâce à l'apport des autres parlers d’oïl alentour, et plus Paris prenait de l'importance, plus des gens de tout le pays y affluaient, apportant avec eux leur variante linguistique.
La période qui s'étend de la fin du XIe siècle au début du XIVe siècle correspond à une période de rayonnement du français médiéval. Le français devient une langue internationale, parlée dans toutes les cours des royaumes d'Europe, ce qui laissa des marques dans toutes les langues européennes. Elle devient la lingua franca du monde, les lois sont rédigées en français, la diplomatie se fait en français.
On voit l'importance que commence à prendre le français quand, en 1250, Saint Louis commande une traduction de la Bible en français. L'érudit florentin Brunetto Latini écrit en langue d'oïl son Livre du Trésor, vers 1265, et s'en explique en déclarant que c'est là, la « parlure plus délectable et plus commune à toutes gens ». Le chroniqueur vénitien M. da Canale assure, à la fin du XIIIe siècle, que « la langue française court le monde ».
C'est au XIIIe siècle qu'apparurent des œuvres littéraires en français. En 1298, Marco Polo rédige ses récits de voyages en français.

##### Ordonnance de Villers-Cotterêts
Mais c'est en 1539 que débute officiellement la francisation de la France avec la proclamation de l’ordonnance de Villers-Cotterêts, signée par François Ier : elle impose le français comme langue du droit et de l’administration en France, en remplacement du latin. Cependant, il ne faut pas en conclure que tous les Français parlent cette langue : les historiens estiment que 10 % à 20 % de la population parle la langue du roi au XVIe siècle. Bien que l'ordonnance soit relativement longue avec ses 192 articles, seuls les articles 110 et 111 concernaient la langue :
Texte original :
- 110. Que les arretz soient clers et entendibles et afin qu'il n'y ayt cause de doubter sur l'intelligence desdictz Arretz, nous voullons et ordonnons qu'ilz soient faictz et escriptz si clerement qu'il n'y ayt ne puisse avoir aulcune ambiguite ou incertitude, ne lieu a en demander interpretacion.
- 111. Nous voulons que doresenavant tous arretz, ensemble toutes aultres procedeures, soient de noz courtz souveraines ou aultres subalternes et inférieures, soient de registres, enquestes, contractz, commissions, sentences, testamens et aultres quelzconques actes et exploictz de justice ou qui en deppendent, soient prononcez, enregistrez et delivrez aux parties en langaige maternel francoys et non aultrement.

En français moderne :
- 110. Afin qu’il n’y ait cause de douter sur l’intelligence des arrêts de nos cours souveraines, nous voulons et ordonnons qu’ils soient faits et écrits si clairement, qu’il n’y ait ni puisse avoir aucune ambigüité ou incertitude, ni lieu à demander interprétation.
- 111. Nous voulons donc que dorénavant tous arrêts, et ensemble toutes autres procédures, soient de nos cours souveraines ou autres subalternes et inférieures, soient des registres, enquêtes, contrats, testaments et autres quelconques actes et exploits de justice ou qui en dépendent, soient prononcés, enregistrés et délivrés aux parties en langage maternel français et non autrement.

##### Temps modernes
En revanche, le français est couramment pratiqué dans toutes les cours européennes. En 1685, Pierre Bayle peut ainsi écrire que le français est « le point de communication de tous les peuples de l'Europe ». Jusqu'à la fin du XVIIIe siècle, les élèves apprennent toujours à lire en latin, qui a toujours le statut de langue de transmission du savoir. Le français est enseigné de manière rudimentaire : simples notions d'orthographe et de grammaire. De plus, les classes se déroulent toujours dans les langues locales afin de se faire comprendre des élèves, car ces langues sont toujours utilisés comme langue courante dans les régions françaises.
C'est la Révolution française qui va marquer une amplification considérable de la francisation du territoire avec le « plan Talleyrand », qui prévoit de n'enseigner que le français afin de chasser cette « foule de dialectes corrompus, derniers vestiges de la féodalité ». Pour la première fois, on associe langue et nation. Le français est alors considéré comme le ciment de l'unité nationale. En juin 1794 l'abbé Grégoire révèle qu'on ne parlait « exclusivement le français que dans 15 départements sur 83 » ; il lui paraît paradoxal, et pour le moins insupportable, de constater que moins de 3 millions de Français sur 28 parlent la langue nationale, alors que dans toute la Nouvelle-France, cela fait plus de cent ans que le français est unifié et parlé couramment de Bâton-Rouge à Montréal. Le 17 novembre 1794, en vue d'accélérer le francisation dans les campagnes, la Convention nationale adopte le décret de Joseph Lakanal et, le lendemain, toujours sur proposition de Lakanal, est décidée la création de 24 000 écoles primaires (une école par 1 000 habitants). Le gouvernement veut que le français s'impose là où il y a des écoles, le décret du 27 janvier 1794 ordonne aux instituteurs de n'enseigner qu'en français « dans les campagnes de plusieurs départements dont les habitants parlent divers idiomes. »
En 1831 les lois visant à la francisation continuent à être votées comme le montre cette directive de Auguste Romieu, sous-préfet de Quimper : « Multiplions les écoles, créons pour l'amélioration morale de la race humaine quelques-unes de ces primes que nous réservons aux chevaux ; faisons que le clergé nous seconde en n'accordant la première communion qu'aux seuls enfants qui parleront le français [...]. » Les dialectes cèdent donc progressivement la place à un enseignement du français, la loi Guizot de 1833 amplifie le phénomène de francisation : « l'instruction primaire comprend nécessairement […] les éléments de la langue française. »
Dans toutes les écoles, l’enseignement doit être fait en français, comme on le remarque dans les règlements locaux comme le règlement pour les écoles primaires élémentaires de l'arrondissement de Lorient, adopté par le Comité supérieur de l'arrondissement en 1836 et approuvé par le recteur en 1842. Vers 1880, les ministres de l’Instruction publique Jules Ferry et Jules Simon introduisent la notion de rédaction et de composition, puis l'étude de la littérature afin d'évoquer la dimension culturelle de la langue française.
Exemple de mesures visant à privilégier le français à la fin du XIXe siècle : « Chaque classe commence et se termine par une prière en français, qui est arrêtée par le comité local sur proposition du curé ». En Bretagne : « Il est défendu aux élèves de parler breton, même pendant la récréation et de proférer aucune parole grossière. Aucun livre breton ne devra être admis ni toléré. S'exprimer en breton et parler « grossièrement » font l'objet de la même prohibition ».
L'Alsace et la Lorraine thioise font exception car l'allemand, contrairement aux autres langues régionales, était une langue largement écrite et enseignée. Après 1792, les gouvernements successifs doivent renoncer à imposer l'usage exclusif du français faute de personnel scolaire et administratif capable de l'utiliser. Le pasteur Jean-Frédéric Oberlin (1740-1826) diffuse une méthode d'enseignement du français à des élèves qui ne parlaient que le dialecte alémanique. La loi Guizot du 28 juin 1832 généralise l'usage du français dans l'enseignement primaire sans interdire celui de l'allemand qui, plus conforme aux habitudes des habitants, facilite en outre les échanges avec les pays germaniques, de sorte que les écoles restent bilingues jusqu'au traité de Francfort de 1871 par lequel l'Alsace-Lorraine est réunie à l'Empire allemand.
Mais c'est la loi Ferry qui en 1881 institue la gratuité de l'école primaire et en 1882 la rend obligatoire, imposant finalement la langue nationale sur tout le territoire français et la démocratisant. Pourtant en 1863, sur 38 millions de Français on en comptabilisait toujours 7,5 millions ne connaissant pas la « langue nationale ». D'après les témoignages de l'époque, les enfants des villages ne retenaient presque rien du français appris à l'école, celui-ci « ne laisse pas plus de trace que le latin n'en laisse à la plupart des élèves sortis des collèges ». Les élèves reparlent leur patois à la maison.
Au cours du XXe siècle et jusque dans les années 1960, les gouvernements ont adopté pas moins de quarante lois concernant surtout l’enseignement, la presse, l'administration et l'orthographe. Au début du XIXe siècle, le ministère de l'éducation nationale trouvait que la francisation était trop lente, les autorités décidèrent donc de nommer dans telle région des professeurs venant d'une autre région pour améliorer l'apprentissage français et réduire l'influence des patois. La Grande Guerre a aussi participé à la francisation de la France : des hommes de toutes les régions se sont retrouvés ensemble à combattre avec comme seule langue commune : le français. En 1925, Anatole de Monzie, ministre de l’Instruction publique proclame : « Pour l'unité linguistique de la France, il faut que la langue bretonne disparaisse ». En 1926, le grammairien Ferdinand Brunot écrit dans son Histoire de la langue française que les patois sont encore bien vivants dans les campagnes : « Au XVIIIe siècle, comme de nos jours, le patois était chez lui partout où l'on causait au village […]. À l'heure actuelle, le français est la langue des villes, le patois, la langue des campagnes ». Cette remarque était particulièrement vraie pour des territoires ayant des langues régionales historiquement ancrées au sein de la population, comme la Bretagne avec le breton ou le sud de la France avec l'occitan.
En 1972, Georges Pompidou, alors président de la République, déclare au sujet des langues régionales : « Il n'y a pas de place pour les langues et cultures régionales dans une France qui doit marquer l'Europe de son sceau. ». C'est entre 1981 et 1995 que les premières mesures pour conserver les patois en voie de disparition vont être prises comme l'annonce le discours de François Mitterrand de 1981, à Lorient : « Le temps est venu d'un statut des langues et cultures de France qui leur reconnaisse une existence réelle. Le temps est venu de leur ouvrir grandes les portes de l'école, de la radio et de la télévision permettant leur diffusion, de leur accorder toute la place qu'elles méritent dans la vie publique. » Pourtant, en mai 1997, l'inspecteur de l'Éducation nationale Daniel Gauchon déclarait qu'il fallait privilégier la culture et la langue françaises et non pas les langues régionales.

#### Francisation face aux langues étrangères en France
Contrairement à d'autres pays, la France a instauré beaucoup d'organismes chargés de créer une terminologie française et d'assurer « la défense et l'expansion de la langue », comme l'Académie française, qui rend obligatoire certains mots nouveaux, mais encore l'Association française de terminologie, qui travaille en collaboration avec l'Office québécois de la langue française (OQLF) et le Service de la langue française de la Communauté française de Belgique, le Haut Comité pour la défense et l'expansion de la langue française, ou même l'OIF, l'Organisation internationale de la francophonie, qui est chargée de protéger la francophonie mondiale et de participer à son expansion (la France est un des 70 membres).
Une autre date importante pour la francisation de la France est la loi 94-665 du 4 août 1994 ou « Loi Toubon », qui est la première loi en France, à l'instar de la loi « loi 101 » au Québec, à imposer clairement le français comme seule langue de la République française. Son but est de défendre la langue française en France, non pas contre les patois, mais principalement contre l'américanisation de la France, elle vient s'appuyer sur une disposition introduite en 1992 dans la Constitution : « La langue de la République est le français ».
Le décret d'application du 3 juillet 1996 a mis en place un dispositif d'enrichissement de la langue française. Il impose l'usage des termes en français dans les services et établissements publics de l'État (articles 11 et 12 du décret) :
- Art. 11. - Les termes et expressions publiés au Journal officiel sont obligatoirement utilisés à la place des termes et expressions équivalents en langues étrangères :
  - Dans les décrets, arrêtés, circulaires, instructions et directives des ministres, dans les correspondances et documents, de quelque nature qu'ils soient, qui émanent des services et des établissements publics de l'État.
  - Dans les cas prévus aux articles 5 et 14 de la loi du 4 août 1994 susvisée relative à l'emploi de la langue française. La commission générale observe l'usage prévu au présent article des termes et expressions publiés.
- Art. 12. - Les listes de termes et expressions approuvés en vertu des dispositions réglementaires relatives à l'enrichissement de la langue française précédemment en vigueur sont assimilées aux listes publiées en vertu du présent décret. Elles peuvent être modifiées selon la procédure prévue aux articles 7 à 10 du présent décret.

En 2004, le sénateur Philippe Marini (UMP) fait une proposition de loi destinée à renforcer la loi Toubon. En 2005, cette proposition est finalement adoptée à l'unanimité par le Sénat. Elle comporte des dispositions visant les entreprises : l'obligation faite aux chefs d'entreprises de soumettre au personnel un rapport sur l'utilisation de la langue française dans l'entreprise, la rédaction en français de l'ordre du jour du comité d'entreprise, ainsi que du procès-verbal consignant les délibérations. Cette proposition de loi vise également les techniques de l'information et de la communication, les messages d'erreur par exemple. En 2006, à la suite de l'application de la loi Toubon, des entreprises ont été condamnées en France pour usage illégal de l'anglais. Par exemple, la société américaine GEMS, condamnée à 570 000 euros d'amende pour avoir transmis des documents en anglais sans traduction à ses salariés français. Il en va de même des sociétés NextiraOne et Europ Assistance, elles aussi condamnées pour avoir voulu imposer à leurs salariés des logiciels en anglais sans traduction.

### Finlande
En Finlande, les langues étrangères les plus étudiées en pourcentage d’élèves qui les apprennent dans l’enseignement secondaire inférieur (CITE 2) en 2009/2010 sont les suivantes, :
| # |
| - |
| 1 |
| 2 |
| 3 |
| 4 |
| - |
| - |
| - |

| Langue   | %      |
| -------- | ------ |
| Anglais  | 99,2 % |
| Suédois  | 91,9 % |
| Allemand | 11,2 % |
| Finnois  | 6,1 %  |
| Français | 6,0 %  |
| Russe    | 1,2 %  |
| Espagnol | 0,0 %  |

Le français, le russe et l'espagnol n'apparaissent pas dans les quatre langues les plus étudiées et leurs positions absolues ne sont pas fournies par la source bien qu'il soit fortement probable qu'avec 6 % le français soit cinquième.
Les pourcentages d'élèves étudiant l'anglais, le français, l'allemand, l'espagnol et le russe dans l’enseignement secondaire supérieur (niveau CITE 3) d’orientation générale en 2009/2010 sont les suivants :
| # |
| - |
| - |
| - |
| - |
| - |
| - |

| Langue   | %      |
| -------- | ------ |
| Anglais  | 99,1 % |
| Allemand | 25,7 % |
| Français | 17,4 % |
| Espagnol | 13,8 % |
| Russe    | 6,6 %  |

### Grèce
Après son entrée dans l'OIF en 2004, la Grèce lance un projet de re-francisation de la population grecque, historiquement très francophile. En 2005 le français rentre comme LV2 dans certaines écoles du pays, puis en 2008-2009 le programme est élargi à toutes les écoles du pays pour qu'elles puissent proposer le français comme langue LV1 ou LV2.
Entre 2002-2003 et 2009-2010 l'apprentissage du français a augmenté de +8 % en Grèce.
Le pourcentage de la population totale des élèves du niveau primaire qui apprennent le français en 2009/2010 est de 24,4 % (contre 96,1 % pour l'anglais et 22,4 % pour l'allemand), ce qui représente le 4e pourcentage le plus élevé des 28 pays de l'Union européenne après le Luxembourg (83,6 %), le Royaume-Uni (69,5 %) ainsi que la Communauté flamande de Belgique (31,5 %).
Entre 2013 et 2014 le Grèce a enregistré une hausse d'apprenants du français de +40 dans les Alliances Françaises.
Les langues étrangères les plus étudiées en pourcentage d’élèves qui les apprennent dans l’enseignement secondaire inférieur (CITE 2) en 2009/2010 sont les suivantes, :
| # |
| - |
| 1 |
| 2 |
| 3 |
| - |
| - |

| Langue   | %      |
| -------- | ------ |
| Anglais  | 99,2 % |
| Français | 48,0 % |
| Allemand | 43,2 % |
| Russe    | 0,0 %  |
| Espagnol | -      |

Les langues étrangères les plus étudiées en pourcentage d’élèves qui les apprennent dans l’enseignement secondaire supérieur (CITE 3) d’orientation générale et préprofessionnelle/professionnelle en 2009/2010 sont les suivantes :
| # |
| - |
| 1 |
| 2 |
| 3 |

| Langue   | %      |
| -------- | ------ |
| Anglais  | 83,7 % |
| Français | 6,0 %  |
| Allemand | 2,1 %  |

Les pourcentages d'élèves étudiant l'anglais, le français, l'allemand, l'espagnol et le russe dans l’enseignement secondaire supérieur (niveau CITE 3) d’orientation générale en 2009/2010 sont les suivants :
| # |
| - |
| - |
| - |
| - |
| - |
| - |

| Langue   | %      |
| -------- | ------ |
| Anglais  | 91,4 % |
| Français | 6,9 %  |
| Allemand | 2,9 %  |
| Russe    | 0,0 %  |
| Espagnol | -      |

Les pourcentages d'élèves étudiant l'anglais, le français, l'allemand, l'espagnol et le russe dans l’enseignement secondaire supérieur (niveau CITE 3) d’orientation préprofessionnelle/professionnelle en 2009/2010 sont les suivants :
| # |
| - |
| - |
| - |
| - |
| - |
| - |

| Langue   | %      |
| -------- | ------ |
| Anglais  | 62,6 % |
| Français | 3,6 %  |
| Allemand | 0,0 %  |
| Espagnol | 0,0 %  |
| Russe    | 0,0 %  |

### Hongrie
En Hongrie, les langues étrangères les plus étudiées en pourcentage d’élèves qui les apprennent dans l’enseignement secondaire inférieur (CITE 2) en 2009/2010 sont les suivantes, :
| # |
| - |
| 1 |
| 2 |
| 3 |
| 4 |
| - |
| - |

| Langue   | %      |
| -------- | ------ |
| Anglais  | 58,1 % |
| Allemand | 35,2 % |
| Slovaque | 0,8 %  |
| Français | 0,5 %  |
| Espagnol | 0,1 %  |
| Russe    | 0,1 %  |

Les langues étrangères les plus étudiées en pourcentage d’élèves qui les apprennent dans l’enseignement secondaire supérieur (CITE 3) d’orientation générale et préprofessionnelle/professionnelle en 2009/2010 sont les suivantes :
| # |
| - |
| 1 |
| 2 |
| 3 |
| 4 |
| - |
| - |

| Langue   | %      |
| -------- | ------ |
| Anglais  | 66,4 % |
| Allemand | 43,1 % |
| Français | 4,7 %  |
| Italien  | 3,0 %  |
| Espagnol | 1,8 %  |
| Russe    | 0,5 %  |

Les pourcentages d'élèves étudiant l'anglais, le français, l'allemand, l'espagnol et le russe dans l’enseignement secondaire supérieur (niveau CITE 3) d’orientation générale en 2009/2010 sont les suivants :
| # |
| - |
| - |
| - |
| - |
| - |
| - |
| - |

| Langue   | %           |
| -------- | ----------- |
| Anglais  | 76,5 %      |
| Allemand | 45,4 %      |
| Français | 6,1 %       |
| Italien  | 0,0 à 4,1 % |
| Espagnol | 2,4 %       |
| Russe    | 0,7 %       |

Les pourcentages d'élèves étudiant l'anglais, le français, l'allemand, l'espagnol et le russe dans l’enseignement secondaire supérieur (niveau CITE 3) d’orientation préprofessionnelle/professionnelle en 2009/2010 sont les suivants :
| # |
| - |
| - |
| - |
| - |
| - |
| - |
| - |

| Langue   | %            |
| -------- | ------------ |
| Anglais  | 37,3 %       |
| Allemand | 36,4 %       |
| Français | 0,5 %        |
| Italien  | 0,0 à 11,7 % |
| Russe    | 0,1 %        |
| Espagnol | 0,0 %        |

### Irlande
Le pourcentage de la population totale des élèves du niveau primaire qui apprennent le français en 2009/2010 est de 2,9 % (contre 0,8 % pour l'allemand), ce qui fait du français la langue étrangère la plus enseignée du pays en primaire (l'anglais et l'irlandais étant les langues nationales).
Les langues étrangères les plus étudiées en pourcentage d’élèves qui les apprennent dans l’enseignement secondaire inférieur (CITE 2) en 2009/2010 sont les suivantes, :
| # |
| - |
| 1 |
| 2 |
| 3 |
| 4 |
| - |

| Langue   | %      |
| -------- | ------ |
| Français | 65,5 % |
| Allemand | 20,1 % |
| Espagnol | 12,0 % |
| Italien  | 0,7 %  |
| Russe    | 0,0 %  |

Les langues étrangères les plus étudiées en pourcentage d’élèves qui les apprennent dans l’enseignement secondaire supérieur (CITE 3) d’orientation générale et préprofessionnelle/professionnelle en 2009/2010 sont les suivantes :
| # |
| - |
| 1 |
| 2 |
| 3 |
| 4 |

| Langue   | %      |
| -------- | ------ |
| Français | 60,6 % |
| Allemand | 16,3 % |
| Espagnol | 11,4 % |
| Italien  | 1,9 %  |

Les pourcentages d'élèves étudiant l'anglais, le français, l'allemand, l'espagnol et le russe dans l’enseignement secondaire supérieur (niveau CITE 3) d’orientation générale en 2009/2010 sont les suivants :
| # |
| - |
| - |
| - |
| - |
| - |

| Langue   | %      |
| -------- | ------ |
| Français | 58,2 % |
| Allemand | 16,4 % |
| Espagnol | 11,1 % |
| Russe    | 0,2 %  |

Les pourcentages d'élèves étudiant l'anglais, le français, l'allemand, l'espagnol et le russe dans l’enseignement secondaire supérieur (niveau CITE 3) d’orientation préprofessionnelle/professionnelle en 2009/2010 sont les suivants :
| # |
| - |
| - |
| - |
| - |
| - |

| Langue   | %      |
| -------- | ------ |
| Français | 65,9 % |
| Allemand | 16,2 % |
| Espagnol | 12,3 % |
| Russe    | 0,1 %  |

### Islande
En Islande, les langues étrangères les plus étudiées en pourcentage d’élèves qui les apprennent dans l’enseignement secondaire inférieur (CITE 2) en 2009/2010 sont les suivantes, :
| # |
| - |
| 1 |
| 2 |
| 3 |
| 4 |
| - |
| - |

| Langue   | %      |
| -------- | ------ |
| Anglais  | 99,2 % |
| Danois   | 96,1 % |
| Espagnol | 3,3 %  |
| Allemand | 2,0 %  |
| Français | 1,4 %  |
| Russe    | 0,0 %  |

Les langues étrangères les plus étudiées en pourcentage d’élèves qui les apprennent dans l’enseignement secondaire supérieur (CITE 3) d’orientation générale et préprofessionnelle/professionnelle en 2009/2010 sont les suivantes :
| # |
| - |
| 1 |
| 2 |
| 3 |
| 4 |
| - |
| - |

| Langue   | %      |
| -------- | ------ |
| Anglais  | 60,9 % |
| Danois   | 35,2 % |
| Allemand | 17,6 % |
| Espagnol | 16,1 % |
| Français | 8,9 %  |
| Russe    | 0,1 %  |

Note : Le français n'apparait pas dans les 4 langues les plus étudiées.
Les pourcentages d'élèves étudiant l'anglais, le français, l'allemand, l'espagnol et le russe dans l’enseignement secondaire supérieur (niveau CITE 3) d’orientation générale en 2009/2010 sont les suivants :
| # |
| - |
| - |
| - |
| - |
| - |
| - |

| Langue   | %      |
| -------- | ------ |
| Anglais  | 72,7 % |
| Allemand | 25,1 % |
| Espagnol | 22,8 % |
| Français | 13,0 % |
| Russe    | 0,1 %  |

Les pourcentages d'élèves étudiant l'anglais, le français, l'allemand, l'espagnol et le russe dans l’enseignement secondaire supérieur (niveau CITE 3) d’orientation préprofessionnelle/professionnelle en 2009/2010 sont les suivants :
| # |
| - |
| - |
| - |
| - |
| - |
| - |

| Langue   | %      |
| -------- | ------ |
| Anglais  | 37,3 % |
| Espagnol | 2,8 %  |
| Allemand | 2,6 %  |
| Français | 0,8 %  |
| Russe    | 0,0 %  |

### Italie
Dans la région autonome Vallée d'Aoste, la langue française a été la seule langue officielle de 1561 jusqu'à l'époque fasciste. Depuis 1946, elle bénéficie d'un statut de co-officialité avec l'italien). Les Valdôtains sont très majoritairement bilingues français-italien.
Au niveau national, les langues étrangères les plus étudiées en pourcentage d’élèves qui les apprennent dans l’enseignement secondaire inférieur (CITE 2) en 2009/2010 sont les suivantes, :
| # |
| - |
| 1 |
| 2 |
| 3 |
| 4 |
| - |

| Langue   | %       |
| -------- | ------- |
| Anglais  | 100,0 % |
| Français | 72,3 %  |
| Espagnol | 18,8 %  |
| Allemand | 8,7 %   |
| Russe    | 0,0 %   |

Les langues étrangères les plus étudiées en pourcentage d’élèves qui les apprennent dans l’enseignement secondaire supérieur (CITE 3) d’orientation générale et préprofessionnelle/professionnelle en 2009/2010 sont les suivantes :
| # |
| - |
| 1 |
| 2 |
| 3 |
| 4 |

| Langue   | %      |
| -------- | ------ |
| Anglais  | 96,0 % |
| Français | 26,7 % |
| Allemand | 7,3 %  |
| Espagnol | 5,8 %  |

Les pourcentages d'élèves étudiant l'anglais, le français, l'allemand, l'espagnol et le russe dans l’enseignement secondaire supérieur (niveau CITE 3) d’orientation générale en 2009/2010 sont les suivants :
| # |
| - |
| - |
| - |
| - |
| - |
| - |

| Langue   | %      |
| -------- | ------ |
| Anglais  | 97,7 % |
| Français | 19,5 % |
| Allemand | 6,9 %  |
| Espagnol | 6,8 %  |
| Russe    | 0,1 %  |

Les pourcentages d'élèves étudiant l'anglais, le français, l'allemand, l'espagnol et le russe dans l’enseignement secondaire supérieur (niveau CITE 3) d’orientation préprofessionnelle/professionnelle en 2009/2010 sont les suivants :
| # |
| - |
| - |
| - |
| - |
| - |
| - |

| Langue   | %      |
| -------- | ------ |
| Anglais  | 94,7 % |
| Français | 32,0 % |
| Allemand | 7,5 %  |
| Espagnol | 5,1 %  |
| Russe    | 0,0 %  |

### Lettonie
Le français est en progression constante en Lettonie depuis les années 2010.
La Lettonie a signé plusieurs accords linguistiques avec la France et l'OIF en 2002, 2004, 2008 et 2011 cela créa un fort regain d’intérêt pour cette langue. La plus forte progression du français en Europe du Nord-Est est enregistrée en Lettonie avec une augmentation des effectifs de 30 % depuis 2008.
Les langues étrangères les plus étudiées en pourcentage d’élèves qui les apprennent dans l’enseignement secondaire inférieur (CITE 2) en 2009/2010 sont les suivantes, :
| # |
| - |
| 1 |
| 2 |
| 3 |
| 4 |
| - |

| Langue   | %      |
| -------- | ------ |
| Anglais  | 96,9 % |
| Russe    | 62,4 % |
| Allemand | 12,4 % |
| Français | 0,9 %  |
| Espagnol | 0,0 %  |

Les langues étrangères les plus étudiées en pourcentage d’élèves qui les apprennent dans l’enseignement secondaire supérieur (CITE 3) d’orientation générale et préprofessionnelle/professionnelle en 2009/2010 sont les suivantes :
| # |
| - |
| 1 |
| 2 |
| 3 |
| 4 |

| Langue   | %      |
| -------- | ------ |
| Anglais  | 91,6 % |
| Russe    | 44,6 % |
| Allemand | 22,7 % |
| Français | 2,9 %  |

Les pourcentages d'élèves étudiant l'anglais, le français, l'allemand, l'espagnol et le russe dans l’enseignement secondaire supérieur (niveau CITE 3) d’orientation générale en 2009/2010 sont les suivants :
| # |
| - |
| - |
| - |
| - |
| - |
| - |

| Langue   | %      |
| -------- | ------ |
| Anglais  | 97,4 % |
| Russe    | 55,4 % |
| Allemand | 29,7 % |
| Français | 4,5 %  |
| Espagnol | 0,4 %  |

Les pourcentages d'élèves étudiant l'anglais, le français, l'allemand, l'espagnol et le russe dans l’enseignement secondaire supérieur (niveau CITE 3) d’orientation préprofessionnelle/professionnelle en 2009/2010 sont les suivants :
| # |
| - |
| - |
| - |
| - |
| - |
| - |

| Langue   | %      |
| -------- | ------ |
| Anglais  | 81,4 % |
| Russe    | 25,5 % |
| Allemand | 10,2 % |
| Français | 0,0 %  |
| Espagnol | 0,0 %  |

### Liechtenstein
Au Liechtenstein, l’enseignement du français en tant que seconde langue vivante étrangère apprise (LV2) est obligatoire depuis peu (entre les années scolaires de 2006/2007 et 2010/2011) dès l'âge de 15 ans et ce jusqu'à l'âge de 18 ans ; l'anglais étant la première langue vivante étrangère apprise (LV1) dès l'âge de 6 ans (de 8 ans auparavant) et ce jusqu'à 18 ans également.

### Lituanie
En Lituanie, les langues étrangères les plus étudiées en pourcentage d’élèves qui les apprennent dans l’enseignement secondaire inférieur (CITE 2) en 2009/2010 sont les suivantes, :
| # |
| - |
| 1 |
| 2 |
| 3 |
| 4 |
| - |

| Langue   | %      |
| -------- | ------ |
| Anglais  | 95,7 % |
| Russe    | 63,9 % |
| Allemand | 14,3 % |
| Français | 3,5 %  |
| Espagnol | 0,0 %  |

Les langues étrangères les plus étudiées en pourcentage d’élèves qui les apprennent dans l’enseignement secondaire supérieur (CITE 3) d’orientation générale et préprofessionnelle/professionnelle en 2009/2010 sont les suivantes :
| # |
| - |
| 1 |
| 2 |
| 3 |
| 4 |

| Langue   | %      |
| -------- | ------ |
| Anglais  | 87,4 % |
| Russe    | 31,4 % |
| Allemand | 15,2 % |
| Français | 2,9 %  |

Les pourcentages d'élèves étudiant l'anglais, le français, l'allemand, l'espagnol et le russe dans l’enseignement secondaire supérieur (niveau CITE 3) d’orientation générale en 2009/2010 sont les suivants :
| # |
| - |
| - |
| - |
| - |
| - |
| - |

| Langue   | %      |
| -------- | ------ |
| Anglais  | 92,2 % |
| Russe    | 35,7 % |
| Allemand | 16,5 % |
| Français | 3,5 %  |
| Espagnol | 0,4 %  |

Les pourcentages d'élèves étudiant l'anglais, le français, l'allemand, l'espagnol et le russe dans l’enseignement secondaire supérieur (niveau CITE 3) d’orientation préprofessionnelle/professionnelle en 2009/2010 sont les suivants :
| # |
| - |
| - |
| - |
| - |
| - |
| - |

| Langue   | %      |
| -------- | ------ |
| Anglais  | 74,9 % |
| Russe    | 20,2 % |
| Allemand | 11,8 % |
| Français | 1,3 %  |
| Espagnol | 0,0 %  |

### Luxembourg
Au Luxembourg, les élèves apprennent le français à partir de l'âge de 7 ans, dont le taux d'apprentissage est en légère progression continue : 82,9 % des élèves du primaire apprenaient le français en 2004/2005, 83,0 % en 2006/2007 et 83,6 % en 2009/2010 ; à 7 ans ils sont 100 % à apprendre l'allemand et 92,4 % le français, à 8 ans 100 % l'allemand et 99,6 % le français, à 9 ans ils sont 100 % pour les deux langues, de même qu'à 10 ans,. Le pourcentage de la population totale des élèves du niveau primaire qui apprennent le français en 2009/2010 est de 83,6 % (contre 100 % pour l'allemand et 0,0 % pour l'anglais), ce qui représente le pourcentage le plus élevé des 28 pays de l'Union européenne. Dans les écoles secondaires il devient une langue d'enseignement.
Les langues étrangères les plus étudiées en pourcentage d’élèves qui les apprennent dans l’enseignement secondaire inférieur (CITE 2) en 2009/2010 sont les suivantes, :
| # |
| - |
| 1 |
| 2 |
| 3 |
| - |
| - |

| Langue   | %       |
| -------- | ------- |
| Français | 100,0 % |
| Allemand | 100,0 % |
| Anglais  | 53,7 %  |
| Espagnol | 0,0 %   |
| Russe    | 0,0 %   |

Les langues étrangères les plus étudiées en pourcentage d’élèves qui les apprennent dans l’enseignement secondaire supérieur (CITE 3) d’orientation générale et préprofessionnelle/professionnelle en 2009/2010 sont les suivantes :
| # |
| - |
| 1 |
| 2 |
| 3 |
| 4 |
| - |

| Langue   | %      |
| -------- | ------ |
| Français | 84,7 % |
| Allemand | 79,4 % |
| Anglais  | 70,9 % |
| Espagnol | 2,0 %  |
| Russe    | 0,0 %  |

Les pourcentages d'élèves étudiant l'anglais, le français, l'allemand, l'espagnol et le russe dans l’enseignement secondaire supérieur (niveau CITE 3) d’orientation générale en 2009/2010 sont les suivants :
| # |
| - |
| - |
| - |
| - |
| - |
| - |

| Langue   | %       |
| -------- | ------- |
| Français | 100,0 % |
| Allemand | 100,0 % |
| Anglais  | 97,6 %  |
| Espagnol | 5,1 %   |
| Russe    | 0,0 %   |

Les pourcentages d'élèves étudiant l'anglais, le français, l'allemand, l'espagnol et le russe dans l’enseignement secondaire supérieur (niveau CITE 3) d’orientation préprofessionnelle/professionnelle en 2009/2010 sont les suivants :
| # |
| - |
| - |
| - |
| - |
| - |
| - |

| Langue   | %      |
| -------- | ------ |
| Français | 76,8 % |
| Allemand | 68,7 % |
| Anglais  | 57,1 % |
| Espagnol | 0,3 %  |
| Russe    | 0,0 %  |

### Macédoine du Nord
Entre 2002-2003 et 2009-2010 l'apprentissage du français a augmenté de +15 % en Macédoine du Nord.

### Malte
A Malte, les langues étrangères les plus étudiées en pourcentage d’élèves qui les apprennent dans l’enseignement secondaire inférieur (CITE 2) en 2009/2010 sont les suivantes, :
| # |
| - |
| 1 |
| 2 |
| 3 |
| 4 |
| - |
| - |

| Langue   | %       |
| -------- | ------- |
| Anglais  | 100,0 % |
| Italien  | 50,7 %  |
| Français | 15,0 %  |
| Allemand | 5,8 %   |
| Espagnol | 4,5 %   |
| Russe    | 0,2 %   |

Les langues étrangères les plus étudiées en pourcentage d’élèves qui les apprennent dans l’enseignement secondaire supérieur (CITE 3) d’orientation générale et préprofessionnelle/professionnelle en 2009/2010 sont les suivantes :
| # |
| - |
| 1 |
| 2 |
| 3 |
| 4 |

| Langue   | %       |
| -------- | ------- |
| Anglais  | 100,0 % |
| Italien  | 7,4 %   |
| Français | 3,5 %   |
| Espagnol | 1,2 %   |

Les pourcentages d'élèves étudiant l'anglais, le français, l'allemand, l'espagnol et le russe dans l’enseignement secondaire supérieur (niveau CITE 3) d’orientation générale en 2009/2010 sont les suivants :
| # |
| - |
| - |
| - |
| - |
| - |
| - |
| - |

| Langue   | %          |
| -------- | ---------- |
| Anglais  | 100,0 %    |
| Italien  | 0 à 14,8 % |
| Français | 6,9 %      |
| Espagnol | 2,4 %      |
| Allemand | 1,5 %      |
| Russe    | 0,1 %      |

Les pourcentages d'élèves étudiant l'anglais, le français, l'allemand, l'espagnol et le russe dans l’enseignement secondaire supérieur (niveau CITE 3) d’orientation préprofessionnelle/professionnelle en 2009/2010 sont les suivants :
| # |
| - |
| - |
| - |
| - |
| - |
| - |
| - |

| Langue   | %          |
| -------- | ---------- |
| Anglais  | 100,0 %    |
| Italien  | 0 à 14,8 % |
| Français | 0,0 %      |
| Allemand | 0,0 %      |
| Espagnol | 0,0 %      |
| Russe    | 0,0 %      |

### Norvège
En Norvège, les langues étrangères les plus étudiées en pourcentage d’élèves qui les apprennent dans l’enseignement secondaire inférieur (CITE 2) en 2009/2010 sont les suivantes, :
| # |
| - |
| 1 |
| 2 |
| 3 |
| 4 |
| - |

| Langue   | %       |
| -------- | ------- |
| Anglais  | 100,0 % |
| Espagnol | 30,1 %  |
| Allemand | 24,1 %  |
| Français | 13,4 %  |
| Russe    | 0,1 %   |

Les langues étrangères les plus étudiées en pourcentage d’élèves qui les apprennent dans l’enseignement secondaire supérieur (CITE 3) d’orientation générale et préprofessionnelle/professionnelle en 2009/2010 sont les suivantes :
| # |
| - |
| 1 |
| 2 |
| 3 |
| 4 |
| - |

| Langue   | %      |
| -------- | ------ |
| Anglais  | 47,0 % |
| Espagnol | 10,1 % |
| Allemand | 8,7 %  |
| Français | 5,2 %  |
| Russe    | 0,0 %  |

Note : Au niveau CITE 3, dans l’enseignement secondaire supérieur général, l'apprentissage des langues étrangères peut être interrompu, ce qui peut expliquer ces moyennes relativement faibles.
Les pourcentages d'élèves étudiant l'anglais, le français, l'allemand, l'espagnol et le russe dans l’enseignement secondaire supérieur (niveau CITE 3) d’orientation générale en 2009/2010 sont les suivants :
| # |
| - |
| - |
| - |
| - |
| - |
| - |

| Langue   | %      |
| -------- | ------ |
| Anglais  | 43,5 % |
| Espagnol | 21,8 % |
| Allemand | 18,8 % |
| Français | 11,2 % |
| Russe    | 0,1 %  |

Les pourcentages d'élèves étudiant l'anglais, le français, l'allemand, l'espagnol et le russe dans l’enseignement secondaire supérieur (niveau CITE 3) d’orientation préprofessionnelle/professionnelle en 2009/2010 sont les suivants :
| # |
| - |
| - |
| - |
| - |
| - |
| - |

| Langue   | %      |
| -------- | ------ |
| Anglais  | 50,0 % |
| Espagnol | 0,1 %  |
| Allemand | 0,0 %  |
| Français | 0,0 %  |
| Russe    | 0,0 %  |

### Pays-Bas
Les Pays-Bas sont très proches de la langue française depuis le Moyen Âge où celle-ci était la lingua franca du monde, tout se passait en français dans les cours. C'est Guillaume Ier d'Orange-Nassau qui accentue cette influence après la libération des Pays-Bas du joug espagnol en ne s'adressant qu'en français à la cour (pourtant parlant plusieurs langues dont le néerlandais).
Il déclara entre autres, ces célèbres phrases, en français : « Je ne peux pas admettre que les souverains veuillent régner sur la conscience de leurs sujets et qu'ils leur enlèvent la liberté de croyance et de religion. » puis « Point n'est besoin d'espérer pour entreprendre, ni de réussir pour persévérer ».
Il apporte aussi la devise des Pays-Bas en français : « Je maintiendrai. » À la fin de sa vie, il la compléta ainsi : Je maintiendrai l'honneur, la foy, la loi de Dieu, du Roy, de mes amis et moy. Toujours en français.
Aujourd'hui, plus de 60 % des collégiens apprennent le français aux Pays-Bas en 2015, 29 établissements scolaires déclarent introduire le français en premier cycle, quant au niveau secondaire le français est obligatoire pour les deux premières années du cycle général et pour 50 % des élèves du cycle professionnel.

### Pologne
Entre 2013 et 2014 la Pologne a enregistré une forte hausse d'apprenant du français de 40 %.
Les langues étrangères les plus étudiées en pourcentage d’élèves qui les apprennent dans l’enseignement secondaire inférieur (CITE 2) en 2009-2010 sont les suivantes, :
| # |
| - |
| 1 |
| 2 |
| 3 |
| 4 |
| - |

| Langue   | %      |
| -------- | ------ |
| Anglais  | 84,9 % |
| Allemand | 38,4 % |
| Russe    | 3,6 %  |
| Français | 1,7 %  |
| Espagnol | 0,4 %  |

Les langues étrangères les plus étudiées en pourcentage d’élèves qui les apprennent dans l’enseignement secondaire supérieur (CITE 3) d’orientation générale et préprofessionnelle/professionnelle en 2009/2010 sont les suivantes :
| # |
| - |
| 1 |
| 2 |
| 3 |
| 4 |
| - |

| Langue   | %      |
| -------- | ------ |
| Anglais  | 86,4 % |
| Allemand | 57,5 % |
| Russe    | 10,6 % |
| Français | 6,3 %  |
| Espagnol | 1,0 %  |

Les pourcentages d'élèves étudiant l'anglais, le français, l'allemand, l'espagnol et le russe dans l’enseignement secondaire supérieur (niveau CITE 3) d’orientation générale en 2009/2010 sont les suivants :
| # |
| - |
| - |
| - |
| - |
| - |
| - |

| Langue   | %      |
| -------- | ------ |
| Anglais  | 92,4 % |
| Allemand | 52,4 % |
| Russe    | 9,4 %  |
| Français | 8,6 %  |
| Espagnol | 1,8 %  |

Les pourcentages d'élèves étudiant l'anglais, le français, l'allemand, l'espagnol et le russe dans l’enseignement secondaire supérieur (niveau CITE 3) d’orientation préprofessionnelle/professionnelle en 2009/2010 sont les suivants :
| # |
| - |
| - |
| - |
| - |
| - |
| - |

| Langue   | %      |
| -------- | ------ |
| Anglais  | 79,8 % |
| Allemand | 63,0 % |
| Russe    | 11,9 % |
| Français | 3,7 %  |
| Espagnol | 0,1 %  |

### Portugal
Au Portugal, le projet SELF (Secções Europeias de Língua Francesa), auquel participent 23 écoles du niveau secondaire, fournit un enseignement de matières non linguistiques au moyen du français.
Les langues étrangères les plus étudiées en pourcentage d’élèves qui les apprennent dans l’enseignement secondaire inférieur (CITE 2) en 2009/2010 sont les suivantes, :
| # |
| - |
| 1 |
| 2 |
| 3 |
| 4 |
| - |

| Langue   | %      |
| -------- | ------ |
| Anglais  | 74,6 % |
| Français | 52,8 % |
| Espagnol | 12,6 % |
| Allemand | 0,5 %  |
| Russe    | 0,0 %  |

Les langues étrangères les plus étudiées en pourcentage d’élèves qui les apprennent dans l’enseignement secondaire supérieur (CITE 3) d’orientation générale et préprofessionnelle/professionnelle en 2009/2010 sont les suivantes :
| # |
| - |
| 1 |
| 2 |
| 3 |
| 4 |
| - |

| Langue   | %      |
| -------- | ------ |
| Anglais  | 46,9 % |
| Français | 6,4 %  |
| Espagnol | 5,1 %  |
| Allemand | 0,5 %  |
| Russe    | 0,0 %  |

Note : Au niveau CITE 3, dans l’enseignement secondaire supérieur général, l'apprentissage des langues étrangères peut être interrompu, ce qui peut expliquer ces moyennes relativement faibles.
Les pourcentages d'élèves étudiant l'anglais, le français, l'allemand, l'espagnol et le russe dans l’enseignement secondaire supérieur (niveau CITE 3) d’orientation générale en 2009/2010 sont les suivants :
| # |
| - |
| - |
| - |
| - |
| - |
| - |

| Langue   | %      |
| -------- | ------ |
| Anglais  | 39,2 % |
| Espagnol | 5,9 %  |
| Français | 3,7 %  |
| Allemand | 0,7 %  |
| Russe    | 0,0 %  |

Les pourcentages d'élèves étudiant l'anglais, le français, l'allemand, l'espagnol et le russe dans l’enseignement secondaire supérieur (niveau CITE 3) d’orientation préprofessionnelle/professionnelle en 2009/2010 sont les suivants :
| # |
| - |
| - |
| - |
| - |
| - |
| - |

| Langue   | %      |
| -------- | ------ |
| Anglais  | 59,2 % |
| Français | 10,6 % |
| Espagnol | 3,8 %  |
| Allemand | 0,3 %  |
| Russe    | 0,0 %  |

### Roumanie
En 2006 est signé un accord intergouvernemental franco-roumain, portant sur 63 lycées à sections bilingues, dont 26 lycées entièrement bilingues. Ces cursus débouchent, pour ces derniers, sur un baccalauréat mention bilingue francophone. Le Français LV2 passe de 35 % à 53 % entre 2001 et 2008.
Selon l'Eurobaromètre spécial numéro 386 de février/mars 2012 intitulé Les Européens et leurs langues,, le français est la première langue étrangère maîtrisée en Roumanie parmi les plus de 55 ans avec 6,17 % devant l'anglais, deuxième, avec 2,78 %. Bien que détrônée par l'anglais parmi les personnes âgées de 35 à 54 ans, sa maîtrise progresse néanmoins à 7,18 % de la population contre 13,08 % pour l'anglais. Parmi les jeunes de 15 à 34 ans, la maîtrise du français progresse encore plus pour atteindre 15,33 %, toujours derrière l'anglais et ses 32,42 %. Enfin, globalement, le français est la deuxième langue étrangère la plus maîtrisée dans le pays après l'anglais avec 9,73 % des Roumains déclarant la maîtriser contre 16,75 % pour l'anglais. Le pourcentage de la population totale des élèves du niveau primaire qui apprennent le français en 2009/2010 est de 15,7 % (contre 43,8 % pour l'anglais et 1,4 % pour l'allemand), ce qui représente le 5e pourcentage le plus élevé des 28 pays de l'Union européenne après le Luxembourg (83,6 %), le Royaume-Uni (69,5 %), la Communauté flamande de Belgique (31,5 %) et la Grèce (24,4 %).
Les langues étrangères les plus étudiées en pourcentage d’élèves qui les apprennent dans l’enseignement secondaire inférieur (CITE 2) en 2009/2010 sont les suivantes, :
| # |
| - |
| 1 |
| 2 |
| 3 |
| 4 |
| - |

| Langue   | %      |
| -------- | ------ |
| Anglais  | 96,7 % |
| Français | 85,8 % |
| Allemand | 9,5 %  |
| Espagnol | 0,5 %  |
| Russe    | 0,5 %  |

Les langues étrangères les plus étudiées en pourcentage d’élèves qui les apprennent dans l’enseignement secondaire supérieur (CITE 3) d’orientation générale et préprofessionnelle/professionnelle en 2009/2010 sont les suivantes :
| # |
| - |
| 1 |
| 2 |
| 3 |
| 4 |
| - |

| Langue   | %      |
| -------- | ------ |
| Anglais  | 94,2 % |
| Français | 84,2 % |
| Allemand | 7,7 %  |
| Espagnol | 1,1 %  |
| Russe    | 0,4 %  |

Les pourcentages d'élèves étudiant l'anglais, le français, l'allemand, l'espagnol et le russe dans l’enseignement secondaire supérieur (niveau CITE 3) d’orientation générale en 2009/2010 sont les suivants :
| # |
| - |
| - |
| - |
| - |
| - |
| - |

| Langue   | %      |
| -------- | ------ |
| Anglais  | 98,7 % |
| Français | 86,3 % |
| Allemand | 11,8 % |
| Espagnol | 2,2 %  |
| Russe    | 0,6 %  |

Les pourcentages d'élèves étudiant l'anglais, le français, l'allemand, l'espagnol et le russe dans l’enseignement secondaire supérieur (niveau CITE 3) d’orientation préprofessionnelle/professionnelle en 2009/2010 sont les suivants :
| # |
| - |
| - |
| - |
| - |
| - |
| - |

| Langue   | %      |
| -------- | ------ |
| Anglais  | 91,6 % |
| Français | 82,9 % |
| Allemand | 5,3 %  |
| Espagnol | 0,4 %  |
| Russe    | 0,3 %  |

### Royaume-Uni
En 2014, une nouvelle loi rend l'apprentissage d'une langue étrangère obligatoire à partir de l'âge de 7 ans.
Le français est la langue étrangère la plus apprise au Royaume-Uni avec 27,4 % des effectifs scolaires. Selon l'Eurobaromètre spécial numéro 386 de février/mars 2012 intitulé Les Européens et leurs langues,, le français est de loin la première langue étrangère maitrisée au Royaume-Uni parmi les plus de 55 ans avec 15,27 %, devant l'allemand (3,61 %) et l'espagnol (3,49 %). Parmi les personnes âgées de 35 à 54 ans, sa maitrise régresse légèrement à 14,70 % de la population (toujours première) contre 5,77 % pour l'allemand et 4,96 % pour l'espagnol qui progressent toutes deux. Parmi les jeunes de 15 à 34 ans, la maitrise du français régresse encore mais très légèrement à 14,62 % dans un contexte général de baisse globale des langues étrangères depuis que leur apprentissage n'est plus obligatoire. Enfin, globalement, le français est la première langue étrangère la plus maitrisée dans le pays avec 14,87 % des Britanniques déclarant la maitriser contre 4,50 % pour l'allemand et 4,24 % pour l'espagnol.
Le pourcentage de la population totale des élèves du niveau primaire qui apprennent le français en 2009/2010 est de 69,5 % (contre 7,8 % pour l'allemand), ce qui représente le 2e pourcentage le plus élevé des 28 pays de l'Union européenne après le Luxembourg (83,6 %).
Les pourcentages d'élèves étudiant l'anglais, le français, l'allemand, l'espagnol et le russe dans l’enseignement secondaire supérieur (niveau CITE 3) d’orientation générale en 2009/2010 sont les suivants :
| # |
| - |
| - |
| - |
| - |
| - |

| Langue   | %      |
| -------- | ------ |
| Français | 27,4 % |
| Allemand | 10,3 % |
| Espagnol | 9,0 %  |
| Russe    | 0,0 %  |

### Serbie
Avec l'entrée de la Serbie dans l'Organisation internationale de la francophonie, plusieurs plans furent appliqués pour accentuer la francisation de ce territoire, amenant à la loi sur l’enseignement obligatoire d'une deuxième langue dans le cycle scolaire. Les effets de cette loi furent beaucoup plus importants que prévu, le nombre d’élèves passant de 29 000 apprenants en 2008 à 126 000 en 2010, c'est-à-dire une augmentation de (+434 %) en deux ans.

### Slovaquie
En Slovaquie, les langues étrangères les plus étudiées en pourcentage d’élèves qui les apprennent dans l’enseignement secondaire inférieur (CITE 2) en 2009/2010 sont les suivantes, :
| # |
| - |
| 1 |
| 2 |
| 3 |
| 4 |
| - |

| Langue   | %      |
| -------- | ------ |
| Anglais  | 83,0 % |
| Allemand | 37,6 % |
| Russe    | 8,3 %  |
| Français | 2,2 %  |
| Espagnol | 0,5 %  |

Les langues étrangères les plus étudiées en pourcentage d’élèves qui les apprennent dans l’enseignement secondaire supérieur (CITE 3) d’orientation générale et préprofessionnelle/professionnelle en 2009/2010 sont les suivantes :
| # |
| - |
| 1 |
| 2 |
| 3 |
| 4 |
| - |

| Langue   | %      |
| -------- | ------ |
| Anglais  | 85,2 % |
| Allemand | 60,4 % |
| Russe    | 8,1 %  |
| Français | 7,5 %  |
| Espagnol | 2,9 %  |

Les pourcentages d'élèves étudiant l'anglais, le français, l'allemand, l'espagnol et le russe dans l’enseignement secondaire supérieur (niveau CITE 3) d’orientation générale en 2009/2010 sont les suivants :
| # |
| - |
| - |
| - |
| - |
| - |
| - |

| Langue   | %      |
| -------- | ------ |
| Anglais  | 98,5 % |
| Allemand | 64,8 % |
| Français | 16,4 % |
| Russe    | 8,2 %  |
| Espagnol | 7,9 %  |

Les pourcentages d'élèves étudiant l'anglais, le français, l'allemand, l'espagnol et le russe dans l’enseignement secondaire supérieur (niveau CITE 3) d’orientation préprofessionnelle/professionnelle en 2009/2010 sont les suivants :
| # |
| - |
| - |
| - |
| - |
| - |
| - |

| Langue   | %      |
| -------- | ------ |
| Anglais  | 79,6 % |
| Allemand | 58,5 % |
| Russe    | 8,1 %  |
| Français | 3,7 %  |
| Espagnol | 0,8 %  |

### Slovénie
En Slovénie, les langues étrangères les plus étudiées en pourcentage d’élèves qui les apprennent dans l’enseignement secondaire inférieur (CITE 2) en 2009/2010 sont les suivantes, :
| # |
| - |
| 1 |
| 2 |
| 3 |
| 4 |
| - |
| - |

| Langue   | %       |
| -------- | ------- |
| Anglais  | 100,0 % |
| Allemand | 35,7 %  |
| Français | 2,6 %   |
| Italien  | 2,2 %   |
| Espagnol | 2,1 %   |
| Russe    | 0,0 %   |

Les langues étrangères les plus étudiées en pourcentage d’élèves qui les apprennent dans l’enseignement secondaire supérieur (CITE 3) d’orientation générale et préprofessionnelle/professionnelle en 2009/2010 sont les suivantes :
| # |
| - |
| 1 |
| 2 |
| 3 |
| 4 |
| - |
| - |

| Langue   | %      |
| -------- | ------ |
| Anglais  | 91,7 % |
| Allemand | 45,9 % |
| Italien  | 10,3 % |
| Espagnol | 4,5 %  |
| Français | 3,8 %  |
| Russe    | 0,5 %  |

Note : Le français n'apparait pas dans les 4 langues les plus étudiées.
Les pourcentages d'élèves étudiant l'anglais, le français, l'allemand, l'espagnol et le russe dans l’enseignement secondaire supérieur (niveau CITE 3) d’orientation générale en 2009/2010 sont les suivants :
| # |
| - |
| - |
| - |
| - |
| - |
| - |
| - |

| Langue   | %          |
| -------- | ---------- |
| Anglais  | 98,2 %     |
| Allemand | 68,9 %     |
| Italien  | 0 à 29,4 % |
| Espagnol | 11,0 %     |
| Français | 10,3 %     |
| Russe    | 1,4 %      |

Les pourcentages d'élèves étudiant l'anglais, le français, l'allemand, l'espagnol et le russe dans l’enseignement secondaire supérieur (niveau CITE 3) d’orientation préprofessionnelle/professionnelle en 2009/2010 sont les suivants :
| # |
| - |
| - |
| - |
| - |
| - |
| - |
| - |

| Langue   | %          |
| -------- | ---------- |
| Anglais  | 88,1 %     |
| Allemand | 33,4 %     |
| Italien  | 0 à 15,9 % |
| Espagnol | 0,9 %      |
| Français | 0,2 %      |
| Russe    | 0,0 %      |

### Suède
Selon l'Eurobaromètre spécial numéro 386 de février/mars 2012 intitulé Les Européens et leurs langues,, le français est la troisième langue étrangère maitrisée en Suède parmi les plus de 55 ans avec 6,09 %, derrière l'anglais (43,56 %) et l'allemand (20,62 %). Parmi les personnes âgées de 35 à 54 ans, sa maitrise progresse à 7,72 % de la population (toujours troisième) contre 58,73 % pour l'anglais et 15,64 % pour l'allemand qui régresse. Toutefois, parmi les jeunes de 15 à 34 ans, la maitrise du français régresse légèrement à 6,74 % et se fait dépasser par l'espagnol qui connait une progression fulgurante à 9,99 %, et toujours derrière l'anglais en légère régression (57,48 %) et l'allemand en légère reprise (17,22 %). Enfin, globalement, le français est la troisième langue étrangère la plus maitrisée dans le pays avec 6,85 % des suédois déclarant la maitriser contre 52,45 % pour l'anglais et 17,97 % pour l'allemand.
Les langues étrangères les plus étudiées en pourcentage d’élèves qui les apprennent dans l’enseignement secondaire inférieur (CITE 2) en 2009/2010 sont les suivantes, :
| # |
| - |
| 1 |
| 2 |
| 3 |
| 4 |
| - |

| Langue   | %       |
| -------- | ------- |
| Anglais  | 100,0 % |
| Espagnol | 38,7 %  |
| Allemand | 20,7 %  |
| Français | 15,5 %  |
| Russe    | 0,0 %   |

Les langues étrangères les plus étudiées en pourcentage d’élèves qui les apprennent dans l’enseignement secondaire supérieur (CITE 3) d’orientation générale et préprofessionnelle/professionnelle en 2009/2010 sont les suivantes :
| # |
| - |
| 1 |
| 2 |
| 3 |
| 4 |
| - |

| Langue   | %      |
| -------- | ------ |
| Anglais  | 99,6 % |
| Espagnol | 20,9 % |
| Allemand | 13,2 % |
| Français | 9,9 %  |
| Russe    | 0,6 %  |

Les pourcentages d'élèves étudiant l'anglais, le français, l'allemand, l'espagnol et le russe dans l’enseignement secondaire supérieur (niveau CITE 3) d’orientation générale en 2009/2010 sont les suivants :
| # |
| - |
| - |
| - |
| - |
| - |
| - |

| Langue   | %       |
| -------- | ------- |
| Anglais  | 100,0 % |
| Espagnol | 43,2 %  |
| Allemand | 27,1 %  |
| Français | 21,0 %  |
| Russe    | 1,2 %   |

Les pourcentages d'élèves étudiant l'anglais, le français, l'allemand, l'espagnol et le russe dans l’enseignement secondaire supérieur (niveau CITE 3) d’orientation préprofessionnelle/professionnelle en 2009/2010 sont les suivants :
| # |
| - |
| - |
| - |
| - |
| - |
| - |

| Langue   | %      |
| -------- | ------ |
| Anglais  | 99,3 % |
| Espagnol | 4,8 %  |
| Allemand | 3,2 %  |
| Français | 1,9 %  |
| Russe    | 0,1 %  |

### Suisse
Depuis les années 1970, la Suisse se francise de plus en plus au détriment du romanche, de l'italien et de l'allemand. En 1970, les francophones représentent 18,1 % de la population suisse, puis 18,4 % en 1980, 19,4 % en 1990, 20,4 % en 2000 et 22,8 % en 2010 (mais avec la possibilité de choisir plusieurs langues principales contrairement aux précédents recensements, résultant en un gain pour toutes les langues). Quant à la langue la plus parlée à la maison ou au quotidien le français représente 23,2 %, soit légèrement plus que pour la langue principale.
Alors que les germanophones sont en chute depuis 1941, où ils représentaient 72,6 % de la population suisse, ils n'en représentaient plus que 65 % en 1980 et 63,7 % en 2000. Les francophones se sont aussi affirmés dans les régions francophones ; en 1990, ils représentaient 77 % des habitants des régions francophones, alors qu'en 2000 ils représentent plus de 81,6 % des habitants de ces régions.
« Dans les cantons francophones, la part des germanophones et des italophones est en recul tandis que celle des francophones augmente. ».

### Tchéquie
Le nombre d'aprenants du français en Tchéquie passe de 36000 élèves en 1995 à 46000 en 2005, une hausse montrant un intérêt grandissant pour le français en Tchéquie.
Les langues étrangères les plus étudiées en pourcentage d’élèves qui les apprennent dans l’enseignement secondaire inférieur (CITE 2) en 2009/2010 sont les suivantes, :
| # |
| - |
| 1 |
| 2 |
| 3 |
| 4 |
| - |

| Langue   | %       |
| -------- | ------- |
| Anglais  | 100,0 % |
| Allemand | 22,6 %  |
| Russe    | 3,7 %   |
| Français | 3,0 %   |
| Espagnol | 1,1 %   |

Les langues étrangères les plus étudiées en pourcentage d’élèves qui les apprennent dans l’enseignement secondaire supérieur (CITE 3) d’orientation générale et préprofessionnelle/professionnelle en 2009/2010 sont les suivantes :
| # |
| - |
| 1 |
| 2 |
| 3 |
| 4 |

| Langue   | %      |
| -------- | ------ |
| Anglais  | 84,6 % |
| Allemand | 47,4 % |
| Français | 7,5 %  |
| Russe    | 5,3 %  |

Les pourcentages d'élèves étudiant l'anglais, le français, l'allemand, l'espagnol et le russe dans l’enseignement secondaire supérieur (niveau CITE 3) d’orientation générale en 2009/2010 sont les suivants :
| # |
| - |
| - |
| - |
| - |
| - |
| - |

| Langue   | %       |
| -------- | ------- |
| Anglais  | 100,0 % |
| Allemand | 61,0 %  |
| Français | 25,0 %  |
| Espagnol | 11,1 %  |
| Russe    | 7,7 %   |

Les pourcentages d'élèves étudiant l'anglais, le français, l'allemand, l'espagnol et le russe dans l’enseignement secondaire supérieur (niveau CITE 3) d’orientation préprofessionnelle/professionnelle en 2009/2010 sont les suivants :
| # |
| - |
| - |
| - |
| - |
| - |
| - |

| Langue   | %      |
| -------- | ------ |
| Anglais  | 78,9 % |
| Allemand | 42,4 % |
| Russe    | 4,3 %  |
| Espagnol | 2,2 %  |
| Français | 1,1 %  |

### Turquie
La langue française est la troisième langue la plus étudiée en Turquie
Selon le rapport du Ministère de l’éducation nationale le nombre d’élèves des secteurs primaires et secondaires en 2009 à Istanbul
s’élève à 12 455, et l’estimation pour l’ensemble de la Turquie est d’environ 45 000 élèves en Hausse depuis 2000.
Ils sont répartis ainsi en 2009 :
- 5 500 pour le primaire
- 22 500 pour le secondaire
- 10 000 pour le supérieur
- 7 000 dans les Instituts Français et Alliance Française

L’enseignement du français est dispensé par plus de 1 500 professeurs en hausse depuis 2000.
Les langues étrangères les plus étudiées en pourcentage d’élèves qui les apprennent dans l’enseignement secondaire supérieur (CITE 3) d’orientation générale et préprofessionnelle/professionnelle en 2009/2010 sont les suivantes :
| # |
| - |
| 1 |
| 2 |
| 3 |
| - |
| - |

| Langue   | %      |
| -------- | ------ |
| Anglais  | 84,9 % |
| Allemand | 5,9 %  |
| Français | 0,6 %  |
| Russe    | 0,0 %  |
| Espagnol | 0,0 %  |

Les pourcentages d'élèves étudiant l'anglais, le français, l'allemand, l'espagnol et le russe dans l’enseignement secondaire supérieur (niveau CITE 3) d’orientation générale en 2009/2010 sont les suivants :
| # |
| - |
| - |
| - |
| - |
| - |
| - |

| Langue   | %      |
| -------- | ------ |
| Anglais  | 81,9 % |
| Allemand | 10,1 % |
| Français | 0,9 %  |
| Russe    | 0,0 %  |
| Espagnol | 0,0 %  |

Les pourcentages d'élèves étudiant l'anglais, le français, l'allemand, l'espagnol et le russe dans l’enseignement secondaire supérieur (niveau CITE 3) d’orientation préprofessionnelle/professionnelle en 2009/2010 sont les suivants :
| # |
| - |
| - |
| - |
| - |
| - |
| - |

| Langue   | %      |
| -------- | ------ |
| Anglais  | 89,0 % |
| Allemand | 0,3 %  |
| Français | 0,1 %  |
| Russe    | 0,1 %  |
| Espagnol | 0,0 %  |

## Océanie

### Vanuatu
Le français est l'une des trois langues officielles du Vanuatu. Depuis 2010, la langue y est en forte progression, 83 000 Vatunanais sont scolarisés en français depuis l'école primaire.
En 2012, un diplôme universitaire francophone est créé.
En 2013, une licence francophone délocalisée de l'université de Toulouse I est lancée.

### Nouvelle-Zélande
En 2014 le français est la langue étrangère la plus enseignée en Nouvelle-Zélande,.
Les effectifs des Alliances françaises ont connu une forte progression de +12 % entre 2011 et 2012.

## Dans d'autres langues

### Allemand
Un important vocabulaire français a été adopté en allemand. Ces « emprunts de luxe » ne résultent pas que du prestige économique, politique et culturel dont jouissaient la France et le français à certaines périodes de l'histoire. La révocation de l'édit de Nantes sous le règne de Louis XIV en 1685 entraîne d'abord un exode massif de Huguenots. L’Allemagne en accueille 50 000, dont 20 000 dans la région autour de Berlin (Brandebourg), qui n'abandonneront le français que progressivement, notamment en 1806, pour protester contre l'occupation de la Prusse par les troupes de Napoléon.
Aux XVIIe et XVIIIe siècles, alors que les Allemands construisent le palais de Sanssouci (jeu de mots en français) en pastichant Versailles et que la France se dote d'une armée à la hauteur de ses ambitions, l'influence du français atteint son paroxysme en Europe. Le siècle des Lumières entretient une dimension culturelle et prolonge l'élan du français. Certains champs lexicaux qui évoquent la finesse de la culture française, comme les arts de la table et de la mode, sont plus représentés que d'autres. Enfin, les mots adoptés changent parfois de sens, comme l'adjectif « fidel » (voir tables ci-dessous). Les mots qui apparaissent en gras sont d'utilisation particulièrement banale. Certain mots comme « appetit », « apartment », « gastronomie », « kultur », « laterne » qui peuvent paraitre d'origine française, sont en réalité d'origine directe grecque, latine ou anglaise (dans ce dernier cas parfois par l'intermédiaire du français). Certains mots, comme « coup d'État », « bain-marie » ou « Belle Époque » ne sont plus très utilisés et ont été progressivement remplacés ou simplement abandonnés.

### Anglais
La langue qui a été le plus francisée est sans aucun doute la langue anglaise, qui est composée d'environ 60 à 70 % de mots d'origine normande et française,.
Les langues d'oïl, sous leur forme normande, s'introduisent en Angleterre dans le sillage de la conquête de ce pays par Guillaume le Conquérant en 1066. Le règne du normand, puis du français y durera plus de trois cents ans, notamment à la cour du Roi.

### Roumain
Il existe de nombreux mots français en roumain comme abajur - abat-jour, damigeana - dame-jeanne, mov - mauve, parbriz - pare-brise ou tren - train, dont certains qui ne s’emploient plus en français dans le sens acquis en roumain, comme bec - ampoule, désignant initialement les protège-becs en verre à l’époque de l’éclairage au gaz. Les roumains ont aussi emprunté le mot français merci (écrit mersi) mais mulțumesc est toujours utilisé.
| Vocabulaire scientifique | Vocabulaire général |
| --- | --- |
| - Aquaculture = acvaculturà - Aquarium = acvariu - Acuponcture = acupuncturà - Adapteur = adaptator - Additif = aditiv - Aéronaval = aeronaval - Aérospatial = aerospatial - Alcoolémie = alcolemie - Amphétamine = amfetamina - Artillerie = artilerie - Asthmatique = astmatic - Autisme = autism - Électrique = electric - Électron = electron - Hémorragique = hemoragic - Hormone = hormon - Particule = particula - Photographie = fotografie - Physicien = fizician | - Administration = administratie - Constitution = constitutie - Commission = comisie - Comité = comitet - Industrie = industrie - Infanterie = infanterie - Nation = natiune - Ordre = ordine - Patrie = patrie - Révolte = revolta - Révolution = revolutie - Société = societate |

## Dans les institutions internationales

### Organisation des Nations unies
La première francisation de l'Organisation des Nations unies intervient dès sa création, faisant du français une des six langues officielles de l'organisation mais aussi la seule langue officielle de fonctionnement avec l'anglais. En 2013, une forte progression de l'usage du français est observée à l'ONU, principalement en raison du regroupement des États africains en un fort groupe francophone.
L'usage du français par les pays membres de l'Organisation des Nations unies augmente, passant de vingt-et-un pays s'exprimant uniquement en Français en 2006 à vingt-quatre  pays s'expriment uniquement en français en 2012.

### Union africaine
Le français est une des langues officielles de fonctionnement et de travail de l'Union africaine (UA).
Le nombre de documents sources reçus en français pour traduction est passé de 1 829 en 2014 à 2 219 (+17,6 %) en 2015. Sur les quatre pays lusophones de L'UA, trois ont choisi le français comme langue de communication et un l'anglais.
Au Conseil de paix et de sécurité (CPS), les communiqués sortent simultanément en anglais et en français.

## Principaux organismes dans le monde
Il existe beaucoup d'organismes francophones qui œuvrent à la diffusion, à la protection et au rayonnement du français de par le monde.
On peut par exemple citer :
- OIF (Organisation internationale de la francophonie)
- Le Centre De La Francophonie Des Amériques[314]
- L'AFAL (Association francophone d'amitié et de liaison)
- Le CIFLE (Comité international pour le français langue européenne)[315]
- TV5 Québec Canada
- TV5 Monde (chaîne de télévision généraliste francophone internationale)- (55 millions de téléspectateurs hebdomadaires)[316]
- RFI (Radio France Internationale)- (40,1 millions d’auditeurs hebdomadairesF)[317]
- L'AIMF (Association internationale des maires francophones)
- L'Impératif français (Organisme culturel de recherche et de communication voué à la promotion de la langue française, de la culture d'expression française et de la francophonie)[318]
- L'AUF (Agence universitaire de la Francophonie)
- Le FIPF (Fédération internationale des professeurs de français)
- L'ADIFLOR (Association pour la diffusion internationale francophone de livres, ouvrages et revues)
- L'UIJPLF (Union internationale de la presse francophone)
- L'IFRAMOND (Institut pour l'étude de la francophonie et de la mondialisation)[319]
- L'APF (Assemblée parlementaire de la francophonie)
- L'AHJUCAF (Association des hautes juridictions de cassation des pays ayant en partage l'usage du français)
- Francopol (réseau international regroupant les organisations et les écoles de formations policières francophones.)
- L'Alliance française (fondation française de droit privé reconnue d’utilité publique et dont la mission est la promotion de la langue et de la culture française à l’étranger.)
- France 24 (chaîne de télévision française d’information internationale en continu.)- (45,4 millions de téléspectateurs hebdomadaires) - (diffusée 24h/24, 7j/7 dans plus de 253 millions de foyers à travers 177 pays sur les cinq continents.)[320]
- L'APDLF (Association Pour la Défense de la Francophonie)[321]
- L’ADF (Association défense du français)[322]
- L'ALF (Avenir de la langue française)
- L'IFADEM (L’Initiative francophone pour la formation à distance des maîtres)[323]
- Le CODOFIL (Conseil pour le développement du français en Louisiane)
- L'APFA (Action pour promouvoir le français des affaires)[324]